# 波蘭立陶宛聯邦
波蘭立陶宛聯邦（意為「兩國邦聯」或「雙國共和」），又稱波蘭立陶宛、波蘭第一共和國（波蘭語：I Rzeczpospolita），是欧洲历史上的一个二元君主制君合國，由波兰王国王冠领地（即波蘭部份）和立陶宛大公国（即立陶宛部份）共同组成，其創立的法理依據來自《卢布林联合》，於1792年俄波戰爭中战败而解体。
波蘭立陶宛的法律政治制度，呈现出超前性和多元性，以當時少有的宗教自由和對農奴的寬容而闻名。波蘭享有當時世界比例最大的選民人數，還是16-18世紀歐洲犹太人在荷蘭阿姆斯特丹以外的唯一避难所，這讓歐洲史學家習慣稱波蘭-立陶宛為「最尊貴共和國」的名號。它的许多特点体现出它在当时是一个独一无二的国家：整個聯邦的政治制度被稱為波蘭選王制，是貴族共和制和選舉君主制的混合，法律由眾議院贵族（音譯為施拉赤塔，原文為Szlachta，意思為眾議院的公民）控制的议会（音譯為瑟姆，原文為Sejm，意思為議會）限制君主的权力，這種制度是现代民主制、君主立宪制及联邦制的先驱。
联邦內存在著两个有明確國界線的国家，即波兰王国和立陶宛大公国，兩國在原则上是完全平等的。雖然立陶宛大公國在最初保持了相當大的獨立性，而波蘭也沒有對立陶宛進行過強制的同化政策，但由於波兰在經濟、軍事、文化等個方面的地位較高而成為佔優勢的一方。其實，聯邦在波兰部分和立陶宛部分所實行的政治體制是截然不同的，只是波兰地區內所分佈的议会席次更多，那時間一长波蘭就自然而然的變为主導國。立陶宛的貴族們也在這過程中被波蘭文化同化，久而久之，聯邦國民們對立陶宛這個國家的認同感便迅速消失。
聯邦在經歷過几十年的黄金时代后，於17世纪中期遭遇大洪水时代。該時代中，聯邦內部政治混亂，外部又接連受到瑞典帝國和俄羅斯帝國的入侵，且恰逢西歐的資本主義國家崛起，這導致了位於東歐、實行農業制度的波蘭立陶宛江河日下。到了联邦末期的1791年，波蘭立陶宛堅持法治改革，頒佈了《五三宪法》。該憲法已屬於现代宪法的範疇，是波蘭立陶宛参照《美国憲法》改造而來的。
1772年開始，波蘭立陶宛被它週圍的三大強鄰，奧地利（哈布斯堡-洛林王朝）、普鲁士王國（德意志帝國前身）和俄罗斯帝国三度瓜分，最后於1795年徹底滅亡。俄國的葉卡捷琳娜大帝也透過瓜分波蘭而吞併掉絕大部份立陶宛大公国的領土，進而讓俄國吸收了許多講波蘭語的菁英、講白羅斯語的農民、以及許多居民為猶太人的城鎮。波蘭立陶宛的亡國也標誌著其獨有的貴族民主制走向終結，在俄羅斯、奧地利和普魯士的統治下，非天主教徒、猶太人和農奴們都不再能享受幾百年來的平等包容。

## 名称
該國別稱非常的多，主要由以下幾種：
- 联邦的官方名称是“波兰王国及立陶宛大公国”，波蘭語：，白俄羅斯語：，立陶宛語：；该名称的拉丁文写法為，在18世纪之前的文献中被提及。
- 正式名称是“波蘭王國王冠領地及立陶宛大公国”[來源請求]。
- 简称是“波蘭立陶宛”）；中文裡的簡稱也可以是“波立联邦”。
- 1791年后称作“波兰联邦（Rzeczpospolita Polska）”
- 自17世纪起该国家在外交中亦被称为“最高贵的波兰共和国[22] ”。
- 其国民自称为“Rzeczpospolita”，鲁塞尼亚语為“Рѣч Посполита”。
- 18世紀中期開始，由於波蘭逐漸把立陶宛同化，所以當時的歐洲人直接以“波兰”稱呼之。
- 近来使用广泛的波兰术语“两国联邦（Rzeczpospolita Obojga Narodów）”是于20世纪才被创造出来的[註 1]。

## 歷史
1569年，雅盖隆王朝的最后一位国王齐格蒙特二世在盧布林簽署條約，決定成立邦聯。他为了维护君主立宪制，还创造了选举君主制。他于1572年逝世，紧接着就是三年的过渡期。这个过渡期创造了增强贵族（施拉赤塔）权力的宪政制度，并确立了真正的选举君主制。
17世纪早期，联邦進入它的黄金时代。它强有力的议会（瑟姆）被在三十年战争勉强参战的贵族控制，让波兰在当时基本被宗教战争摧毁的欧洲中，尚且能保持实力。联邦能够单枪匹马地与瑞典帝國、莫斯科公国和奥斯曼帝国等國作战，有时还能成功地打败它的邻居。在1605年對莫斯科的戰爭中，联邦擊敗了當時時局不穩的俄罗斯，並占領其首都莫斯科。直到1612年11月4日，俄罗斯军队才重夺该城。1620年，聯邦和鄂圖曼帝國因摩爾達维亞公國宗主權而爆發了戰爭，最後以雙方簽訂和約告終。

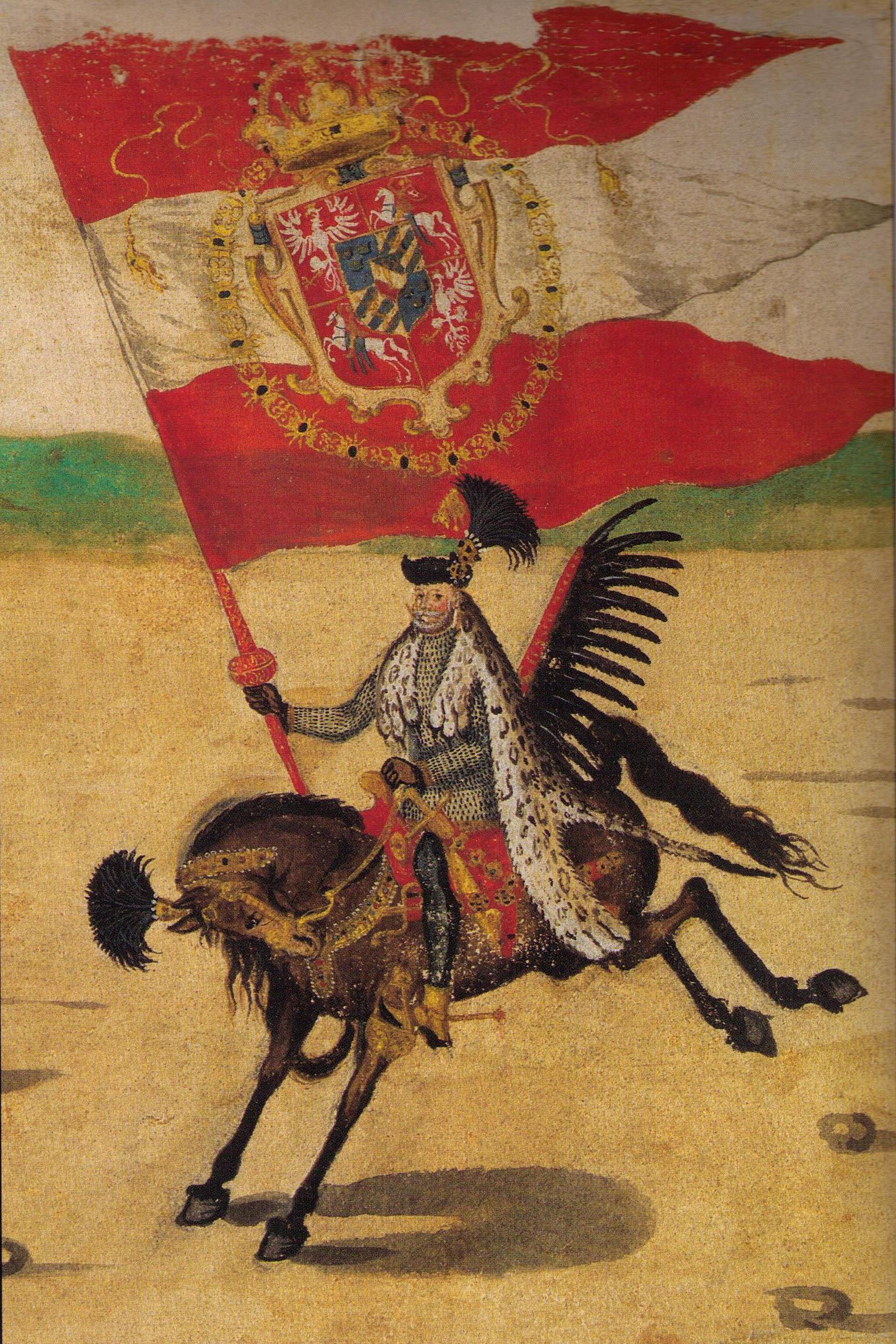
擎波兰王旗的大旗手（Chorąży Wielki Koronny）斯坦尼斯瓦夫·索别斯基，描绘的是齐格蒙特三世的婚礼仪仗队，由无名氏绘于斯德哥尔摩的公文中（约在1605年）

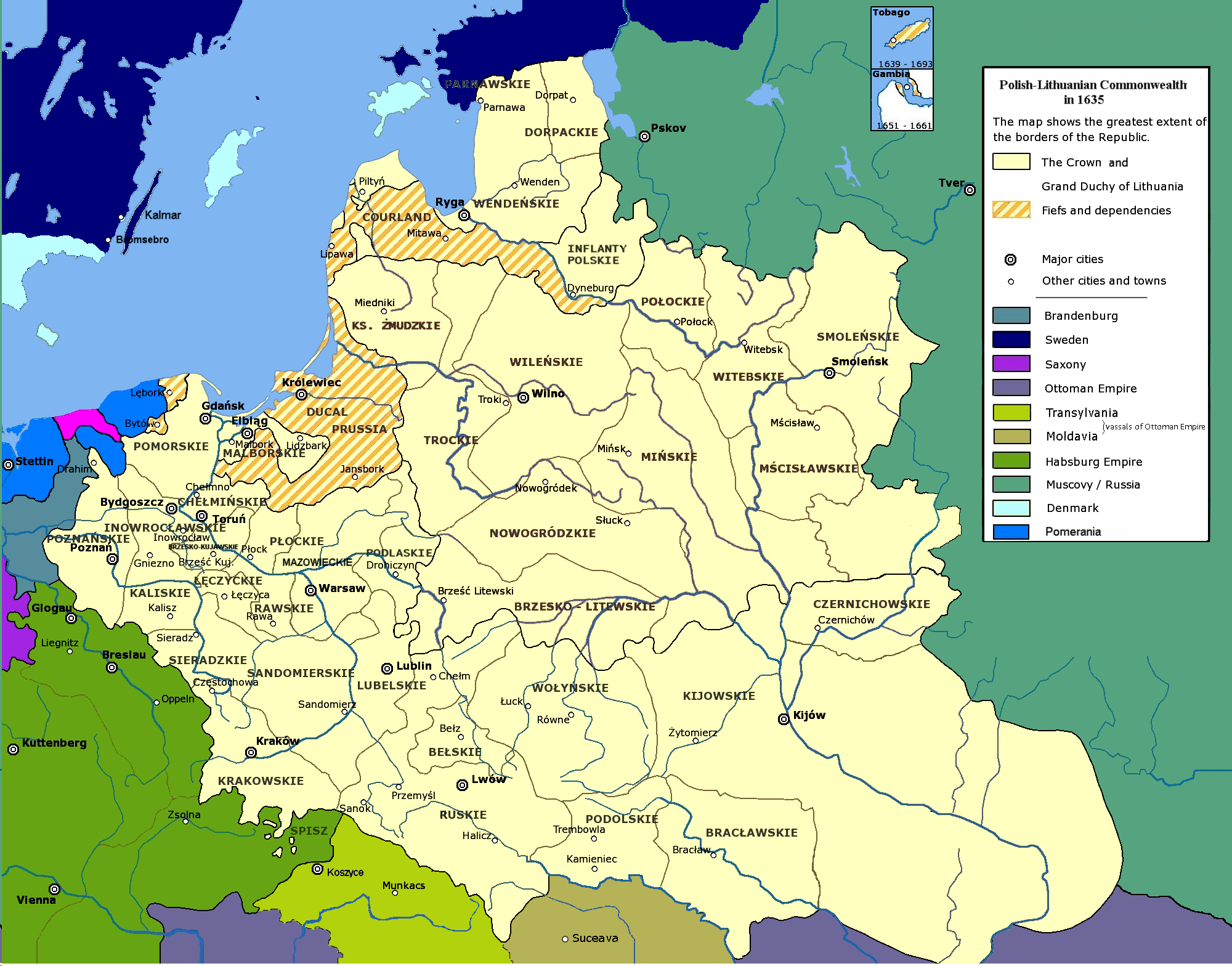
瓦迪斯瓦夫四世统治时期的波兰立陶宛联邦（约1635年）

1648年是波蘭立陶宛聯邦的巨大轉折點。在1648年的双重打击下，联邦国力衰微。第一个打击是在历史上最大的哥萨克暴动（受克里米亚鞑靼人支持的赫梅利尼茨基起义），起义最终以哥萨克人请求俄罗斯沙皇的保护收尾（1654年），因此，俄罗斯对乌克兰的影响逐渐大过波兰。对联邦的另一个打击是瑞典帝國在1655年的入侵（受到特兰西瓦尼亚公爵拉科齐·捷尔吉二世和勃兰登堡选帝侯腓特烈·威廉军队的支持），这次入侵被称为大洪水，惹怒了瑞典瓦萨王朝出身的联邦国王。
在17世纪末期，江河日下的聯邦在约翰三世领导下与利奥波德一世军队联合，大败奥斯曼帝国。1683年的维也纳之战是基督教的欧洲和伊斯兰教的奥斯曼帝国324年的战争的转折点。因为几百年对穆斯林入侵的反对立场，联邦获得了一个称号——Antemurale Christianitatis（基督教的前哨）。在1699年的“大土耳其战争”结束后，奥斯曼帝国安守自己的多瑙河南部，不再挺进中欧了。
18世纪，聯邦在內憂外患下，於1768年成为俄罗斯帝国的附庸国；控制波兰成为了俄罗斯的外交重点和军事战略。贵族民主制的不稳定性将波兰带到无政府状态的边缘。改革的尝试，例如1788年至1792年在1791年编纂五三宪法时达到高潮的四年瑟姆所做所为都已经太晚了，而且国家遭到邻居俄罗斯帝国、普鲁士王國和奧地利帝國的三次瓜分。在1795年，波兰立陶宛联邦从欧洲地图上被完全抹去了。拿破崙戰爭時期，在法蘭西帝國皇帝拿破崙扶持下建立了華沙公國，到1916年第一次世界大战時德意志帝國攻佔俄屬波蘭建立了傀儡波蘭王國，而德軍占領俄羅斯治下的立陶宛後也成為傀儡－立陶宛王國，一战结束后波兰和立陶宛两国才得以独立。

## 地理

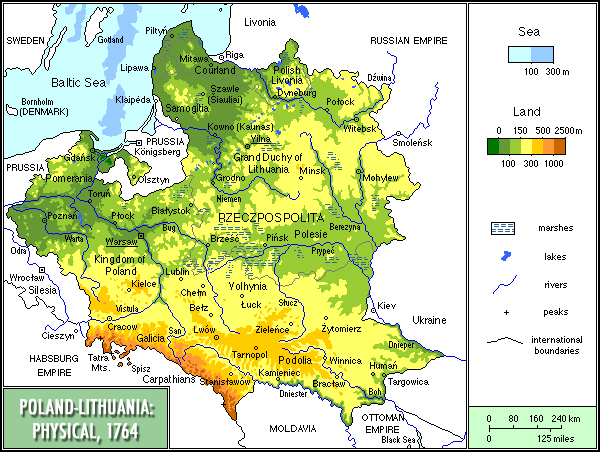
1764年联邦地形图

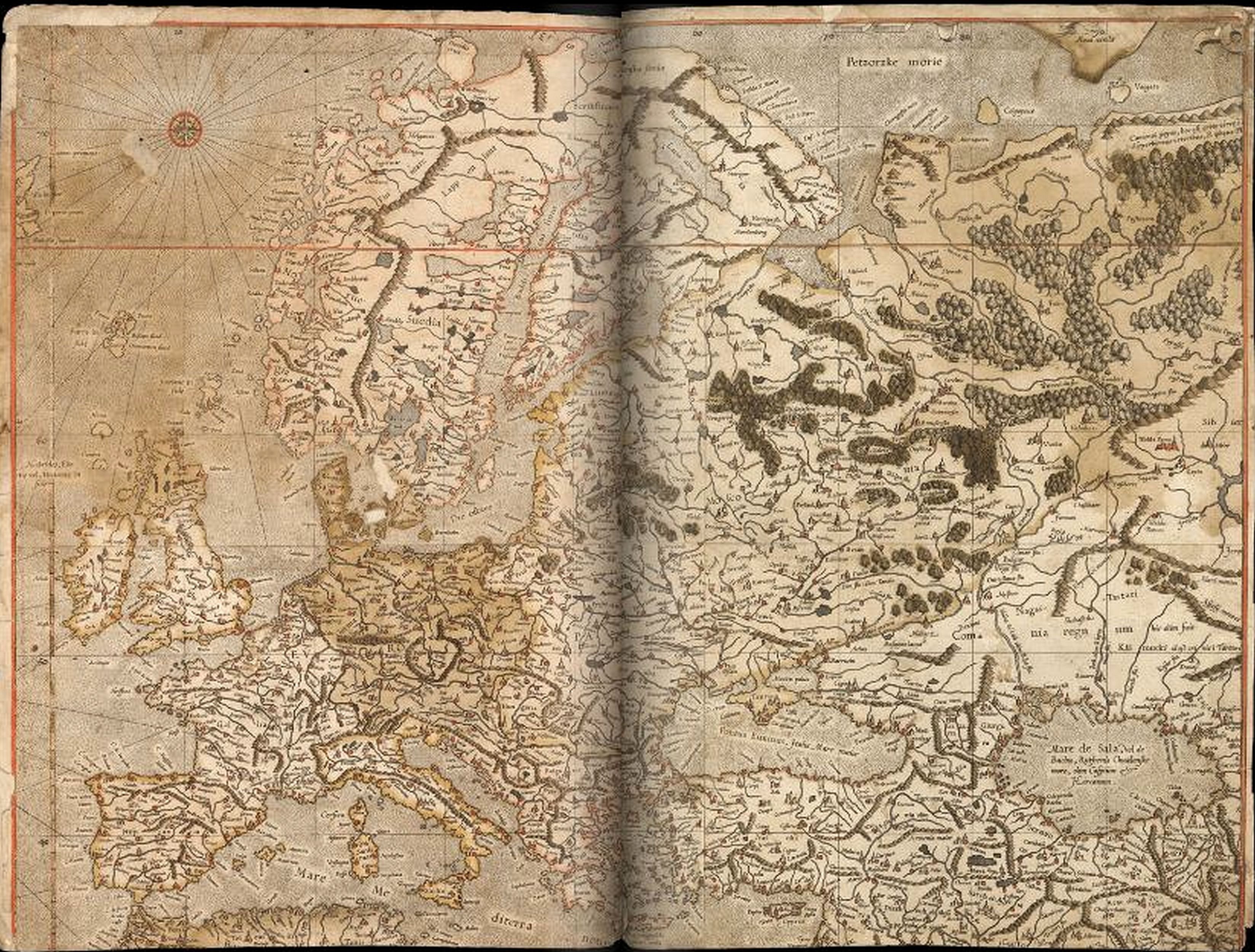
16世纪由格拉尔杜斯·梅查托尔绘制的欧洲地图

在16世纪，波兰主教和制图师马丁·克罗莫出版了一套拉丁文地图册，标题为《波兰：关于它的位置、人民、文化、政府和波兰联邦》，这被认作是涉及范围最广泛的国家指南。
克罗莫的工作和其他制图师的地图，例如格拉尔杜斯·梅查托尔的地图体现出联邦一平原为主。联邦的东南部，克雷西以沙地而出名。科尔巴阡山脉成为了该国南部边界的一部分，与塔查山链住最高点，波罗的海为联邦的北部边界。和那时的大多数欧洲国家一样，联邦有很高的森林覆盖率，特别是在东部。今天，残留的比亚沃韦扎森林成为了欧洲最后一片最大的原始森林。

## 政治

### 波兰选王制

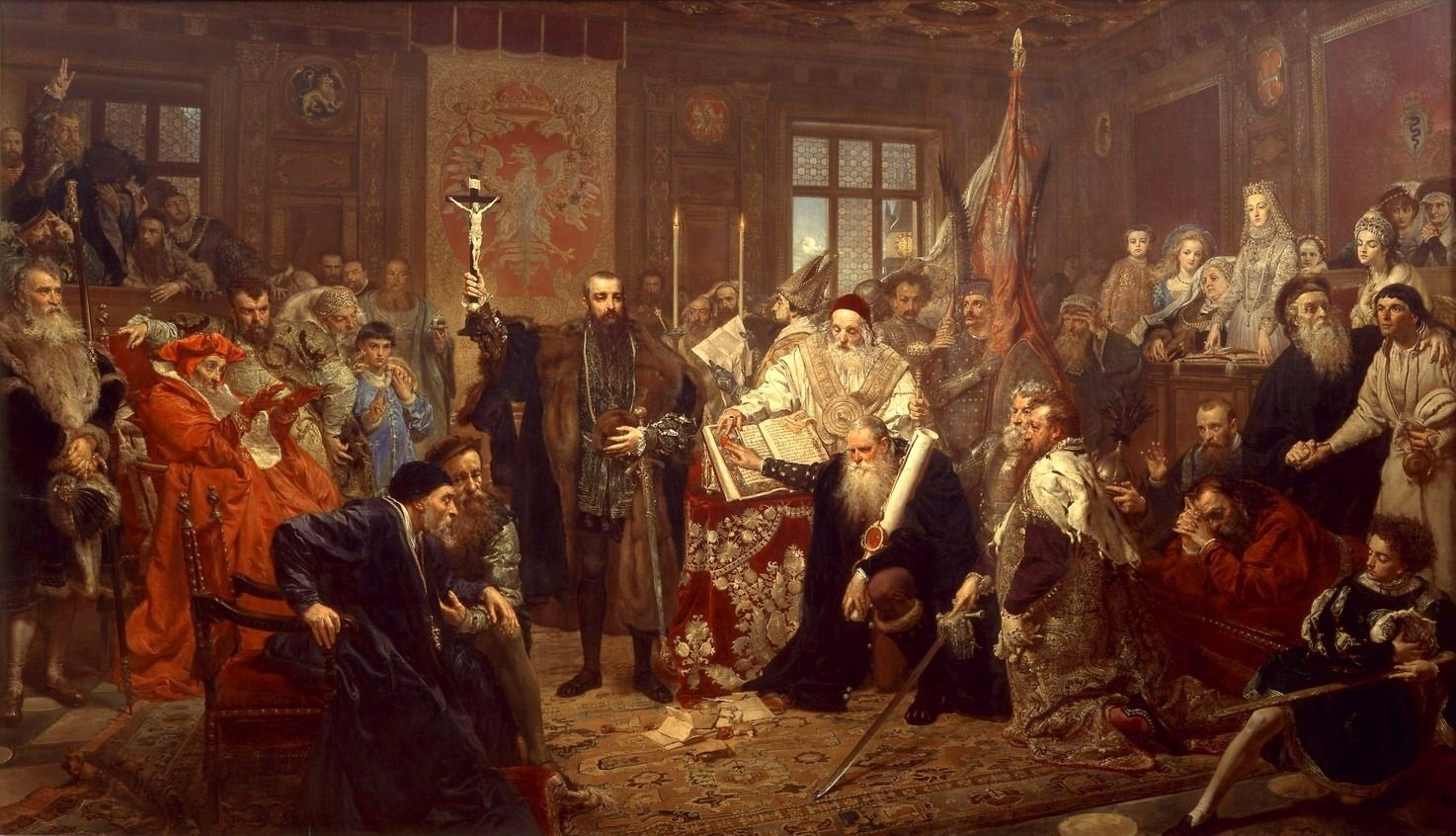
《1569年卢布林联合》，扬·马特耶科，绘于1869年，帆布油画，298×512cm，华沙国家博物馆

两国联邦的政治教条是：「本国是一个国王之下的共和国」。司法官扬·加莫耶斯基以这句话总结了上述教条：“国王当政但不统治”（"Rex regnat et non gubernat"）。联邦有一个议会，称作瑟姆议会，相当于众议院，他们能够民主选举国王。国王在他的统治时期內不得不在对亨利国王条款和女修道院条约的谈判中详述他会如何尊重公民的权利。
君王的权力很有限，他的权力被人数众多的贵族阶级的权力替代。每一位新国王不得不赞成波兰政体的基础——亨利国王条款（其中甚至还有近乎前所未有的对波兰宗教宽容的保证）。随着时间的流逝，亨利国王条款与女修道院条约逐渐合二为一，国王选举制支持这些详尽的协议。在这一点上，国王事实上是贵族阶级的伙伴，并经常被参议员监督。
联邦整体的基础，“波兰选王制”包括：
- 自由选举权：所有贵族根据其愿望参加；
- 众议院贵族，每两年由国王命令召开的国会；
- 协议条款（拉丁语：pacta conventa），由国王选举制“支持的协议”，包括权力清单，约束国王的条约，起源于更早的亨利国王条款；
- 起义（拉丁语：rokosz，音譯洛克施），施拉赤塔的权力，可以对侵犯他们自由的国王发动叛乱；
- 自由否决权（拉丁语：liberum veto），私人土地公使的权力，可以在瑟姆开庭时反对由较多人发动支持的决定；动用“自由否决”可以令在开庭时宣布通过的所有法规无效；在17世纪后半期的动荡后，波兰贵族也可以在地方瑟姆中动用自由否决权；
- 会盟（波兰语：konfederacja）（来自于拉丁语：confederatio），为通过常见政治目标组织军队的权力。

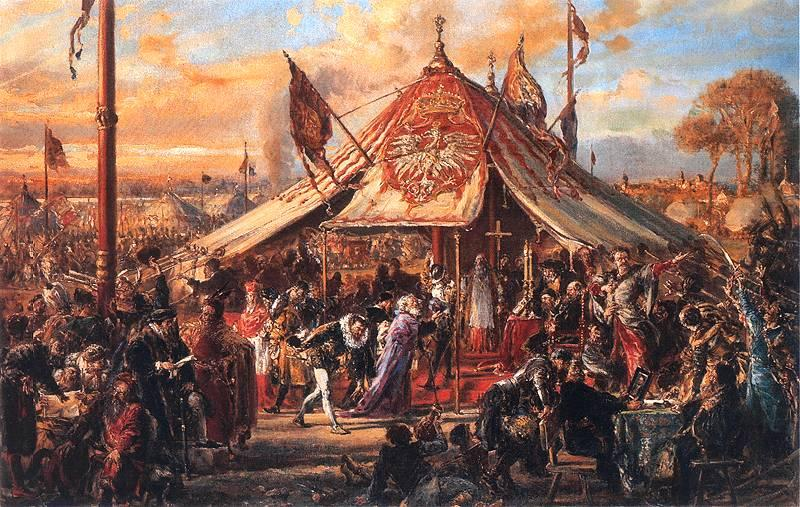
《共和的巅峰》。贵族民主制。1573年的国王选举，扬·马特耶科绘

联邦的三个主体部分（见下文）都拥有一定程度的自治权。每个省都有自己的、行使强大政治权力的参议会，这些权力包括挑选由派往国家瑟姆的波瑟夫（下院议员），而且地方瑟姆可指定派去的波瑟夫遵循特定的命令投票。立陶宛大公国军队、财政和其他大部分政府部门独立于波兰。
波兰选王制创造了那时独一无二的国家，但是在当时的城邦中仍然能够找到与其类似的政治制度，例如威尼斯共和国。 （有趣的是这两个国家都被称为“最尊贵共和国”。）当大多数的欧洲国家向中央集权，君主专制挺进，并随时为宗教和王室而战时，联邦却大胆地进行权力分散、邦联制、联邦制、民主制、波兰宗教宽容、甚至是和平主义的尝试。因为瑟姆经常否决君王发动战争的计划，这导致贵族们对民主和平论的辩论。
这个在它所处的时代里非常特别的政体源于众议院贵族在阶级冲突中，对其他社会阶级与君主制政体的胜利。最后，众议院贵族积累了让任何君王都没法解除其特权的特权。联邦政体很难简单地进行分类，但是可以通过它的特点暂时描述为以下几个制度的混合物：
- 邦联制和联邦制，它的地区有广泛的自治权。然而它很难称联邦为邦联或是联邦，联邦政体是它们两者的混合物（中文通称“波兰立陶宛联邦”为“联邦”）。
- 寡头政治[34]，只有施拉赤塔——约占人口的10%——拥有政治权利。
- 贵族民主制，因为所有的中參議院贵族在权力和特权上人人平等，而且瑟姆可以在重要事情，如立法（采纳新法）、外交事务、宣战和税收（更改现有税种或征收新税）上否决国王。而且，在国家中有10%的人享有政治权利（施拉赤塔）[35]。而这与任何其他欧洲国家相比，是十分先进的[36]；在1831年法国只有1%的人有投票权，而在1867年英国也只有3%的人有投票权。

- 选举君主制，因为君主由施拉赤塔选举，是国家元首。
- 君主立宪制，因为君主受限于女修道院条约和其他法律，而且施拉赤塔可以违抗所有他们认为不合法的国王下達命令。

### 政治人物
联邦的主要政治人物：
- 君主，为扩大他们的权力而努力，并尽力将国家推向君主专制。
- 权贵，富有的贵族，想将国家推向寡头政治，并支配君主和穷贵族。
- 贵族（szlachta，音譯施拉赤塔），渴望加固瑟姆的权力，并以贵族民主制治国。

权贵和贵族远远没有联合起来，他们之间有很多支持君主或不同权贵的派系。

### 议会

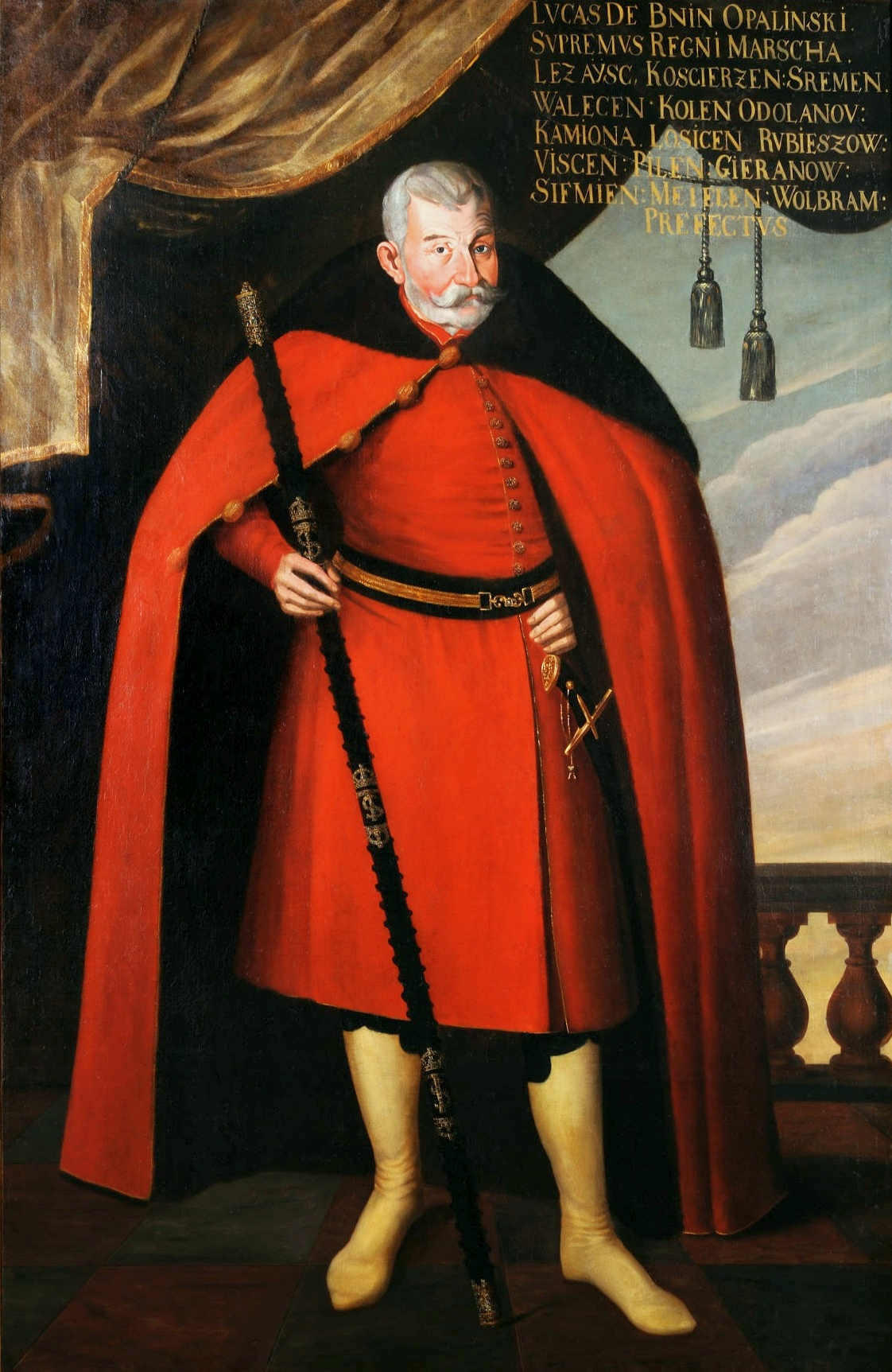
王室大元帅乌卡施·欧帕灵斯基在画像中，倚着他在议会中权力的象征品——元帅杖。

直到1569年，波兰和立陶宛的议会（Sejm/Soim）是彼此独立的，但在签署卢布林条约后，联邦两国的贵族开始集中于一个议会里。波兰于1493年在皮奥迟科夫召开第一次瑟姆（国会），并此后每两年（大多在华沙）召开为期6周的瑟姆。从17世纪末期开始，随着赫罗德诺（靠近波兰与立陶宛边界）在区域与国家政治上影响力日增，瑟姆也时常在该地召开。
国王为议会的从属，而议会权力涵盖整个波兰与立陶宛。议会由以下三种阶级组成：国王本身、由贵族构成的参议院和各省省议院代表（众议院）。一会的所有决定必须要议员一致同意才能通过。国王禁止任命继承人，下任国王需要经过议会的选举。国王出兵他国得经参议院许可；一个由六位参议员构成的委员会永久监视国王，以确保他没有滥权。.总而言之，波兰国王主要是执行议会决议的战争指挥官。而议会则被充满个人主义和独立意志的贵族控制。不像其他加强中央集权的大部分欧洲君主国家，波兰是一个以半自治的贵族为主导的王国。
只有克拉科夫、波兹南和卢布林、以及1569年卢布林联合后的维尔纽斯与1658年后的利沃夫，拥有指派代表参加瑟姆的权力，但自1565年起，它们便没了投票权，除非事务直接关系到其城市本身。

### 联邦的短处

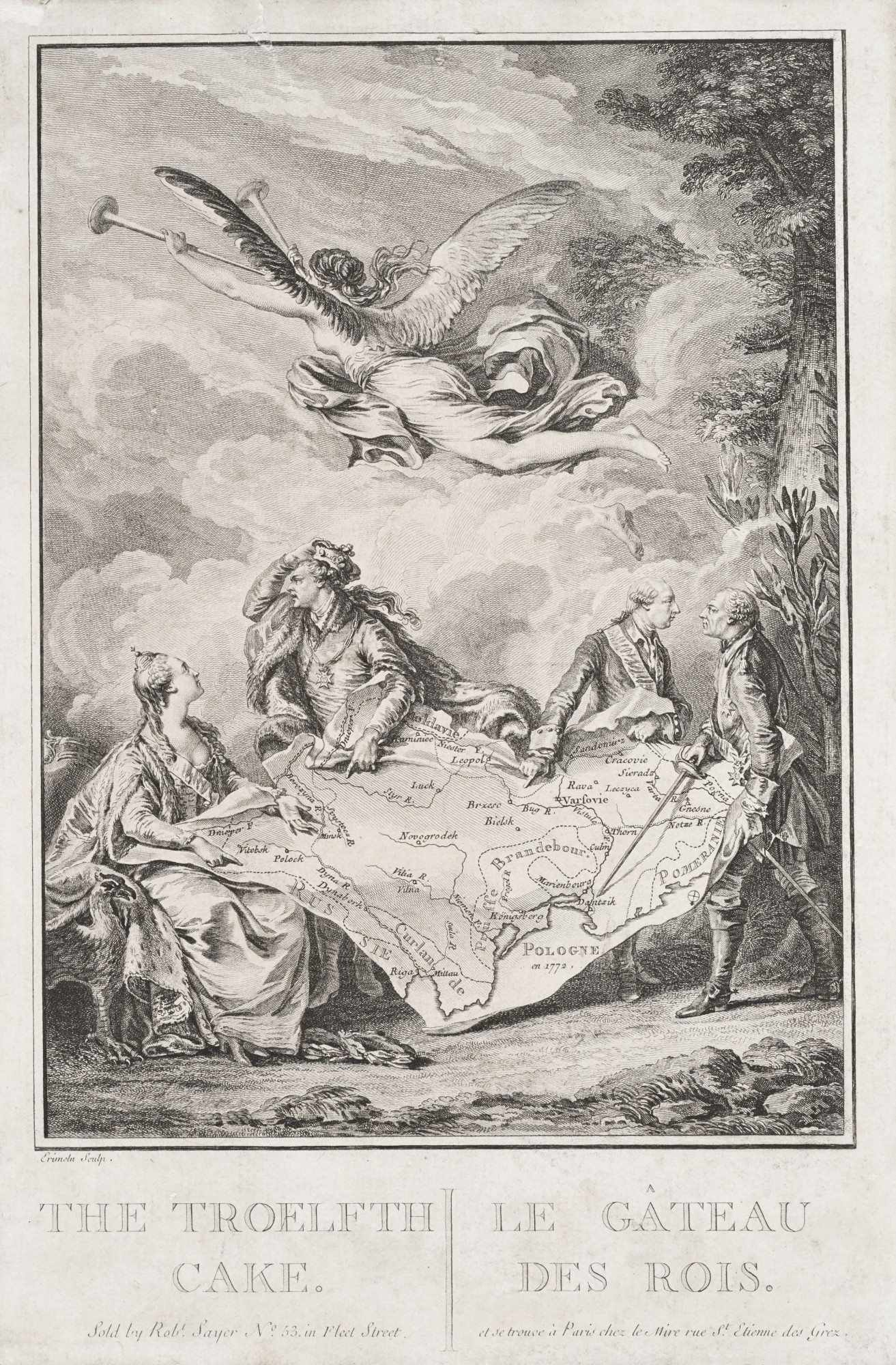
The Troelfth Cake，关于第一次瓜分波兰的漫画，由同时代的让·米歇尔·莫罗·勒·热恩绘

一旦雅盖隆家族成员自1572年起烟消云散，联邦政府与贵族间脆弱的均衡就宣告瓦解。权力逐渐由中央政府转移到了各个贵族的手里。
当王位定期留空待补时，贵族们偏好推举还未承袭其他强大王朝的外国继承人。这种策略使得瑟姆常常选出完全无能的，或在与贵族的冲突中处于下风的君主。此外，除了某些有名的例外情况，如有才干的特兰西瓦尼亚斯特凡·巴托里（1576年-1586年）之外，外国血统的国王一般瞧不起联邦势力而倾向采用自己国家的势力执政。这种情况在来自瑞典瓦萨王室头两位获选国王的政策与行为上特别明显。这两位国王的政策将联邦带入与瑞典的冲突中，而在1648年称为大洪水的战争中冲突更是达到了顶峰，而这场战争是许多标志联邦黄金时代结束的事件之一，也是联邦衰败的的开始。
泽布鲁基多夫斯基的起义（1606年–1607年）标志着权贵权力的长足增长，以及由贵族民主转向权贵寡头的政治制度转变。联邦政治体系易受外来干预，例如瑟姆议员受到外国势力的贿赂，使他们运用自由否决权，以妨碍尝试性的改革。这让联邦大耗元气，并使其陷入从17世纪中至18世纪末超过一世纪的政治瘫痪及无政府状态，而另一方面，它的邻国在這一百年中解决了他们的内政問題，并大修武备，凸顯出聯邦積弱不振的問題。

### 迟来的改革

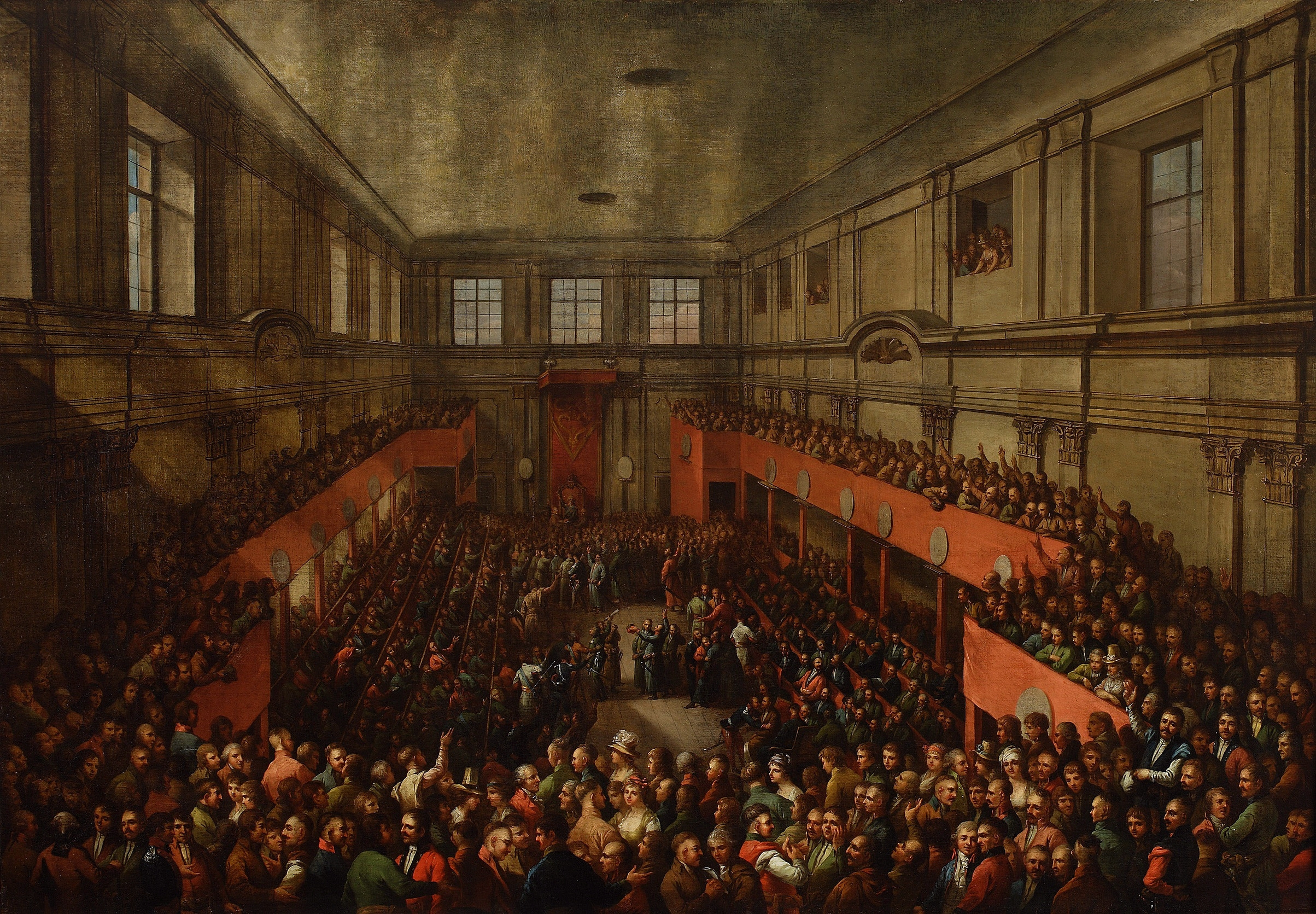
在四年瑟姆期间采用五三宪法。

經過1768年的巴爾聯盟動亂，以及連帶的第一次瓜分波蘭（1772年）之後，联邦终于认真改革其政治制度。它在1791年通过现代史上欧洲第一部、世界的第二部宪法：五三宪法——仅次于在两年前通过的美国宪法。革命性的宪法改造了过去波兰立陶宛联邦为波兰立陶宛联邦国，采世袭君主制，并废除了旧体制中很多有害的制度。新宪法：
1. 废除了自由否决权并禁止贵族结盟；建立中央集權的立憲政府
2. 为三权分立作准备；
3. 建立「民权」，并将贵族的政治权力延伸至中产阶级；
4. 增强农民权力；
5. 维持宗教自由（但增加天主教的叛教罪）。

但是这些改革来得太晚了，联邦遭到了强邻四面八方的入侵。過去联邦作为弱小的缓冲国時，这些邻国尚且能默許其生存，但是當波王斯坦尼斯瓦夫·波尼亚托夫斯基与其他改革者進行強盛国家的改革時，强烈反对改革的鄰國，開始計劃消滅這大而無當的波立聯邦。俄罗斯害怕五三宪法政治改革中的革命成分，和联邦重新获得欧洲帝国的地位的未来。叶卡捷琳娜大帝十分注意五三宪法对她势力的重大影响，并宣称波兰宪法是极其激进的。格里高利·亚历桑德洛维奇·波将金主持波蘭貴族的塔戈维查联盟，宣称宪法是“民主的歪门邪道”。同时，普鲁士和奥地利也害怕强盛的波兰，遂用五三憲法作为扩张领土的外交借口。普鲁士公使埃瓦尔德·弗里德里希·冯·赫兹堡称宪法为“对普鲁士君主制的冲击”害怕强大的波兰再次控制普鲁士。。到最后，五三宪法从没完全实行，而且在宪法推行四年后，內憂外患的联邦就完全被强邻瓜分了。

## 行政区划
虽然“波兰”也通常表示波兰立陶宛联邦整体，但波兰事实上只表示波兰立陶宛联邦的一部分，其分为两个主体部分：
- 波兰王国王冠领地（狭义上的波兰），简称“王冠领地”（the Crown）。
- 立陶宛大公国，简称“立陶宛”。

联邦有进一步分为更小的行政区划，被称为“省”（“województwa”），每个省由省长（“Voivode”）统治。各省又进一部分为“长老区”（“starostwo”）每个长老区由一个长老统治。城市由城主统治。这些规则经常有例外，每个省又包括称为“地区”（“ziemia”）的次级行政区。
过去属于「波兰立陶宛联邦」的国土，主要分布在这几个东欧和中欧的现代国家：波兰（除了现在的波兰西部）、俄罗斯、立陶宛、拉脱维亚、爱沙尼亚、白俄罗斯、乌克兰、斯洛伐克和罗马尼亚。
联邦其他并没有划分为省或地区的著名地区包括：
- 小波兰（波蘭語：Małopolska），波兰南部，首府位于克拉科夫；
- 大波兰（波蘭語：Wielkopolska），波兹南周围的中西部波兰和瓦尔塔河水系；
- 马佐夫舍（波蘭語：Mazowsze），波兰中部，首府为华沙；
- 正统立陶宛，大公国的西北部，天主教與立陶宛民族集中的地區
- 萨莫吉希亚（波蘭語：Żmudź），立陶宛最西部的自治区，西部是正统立陶宛；
- 王室普鲁士（波蘭語：Prusy Królewskie），位于波罗的海南部沿岸，自第二次索恩休战 (1466年)起，成为了自治区，自1569年随着联邦的形成成为了王冠领地的一部分；
  -  波美热尼亚（波蘭語：Pomorze Gdańskie），格但斯克周围的波美拉尼亚（波蘭語：Pomorze），王室普鲁士西部；
- 鲁塞尼亚（波蘭語：Ruś），联邦东部，临近俄罗斯；
- 利沃尼亚公国（波蘭語：Księstwo Zadźwińskie），波蘭王國（王冠領地）與立陶宛大公國的聯管地區。一部分在1620年代和1660年被割让给了瑞典；
- 库尔兰和瑟米利亚公国（波蘭語：Kurlandia），联邦的北部属地。它在1637年于多巴哥岛，在1651年于冈比亚河的圣安德鲁岛建立了殖民地（参见库尔兰殖民）；
- 西里西亚（波蘭語：Śląsk）：并不属于联邦，但小部分属于一些联邦的国王；特别地，自1645年至1666年，瓦萨王室的国王是奥波莱的公爵。[50]
- 特蘭西瓦尼亞 （羅馬尼亞語：Ardeal）：并不属于联邦，百瑟利家族在约翰二世于1571年去世后掌权。他们作为土耳其帝国的亲王统治特兰西瓦尼亚至1602年，其间也曾简短地受哈布斯堡家族的控制。

联邦的边界因为战争和条约而改变，有的时候甚至10年间就能改好几次，特别是东部和南部的边界。在雅姆·加波尔斯基休战（1582年）后，联邦面积大约为81.5万平方千米，人口数为750万。在1619年的杜里诺休战后，联邦的领土面积为99万平方千米，人口有大約1100万（包括大约400万的波兰人）。

## 军事

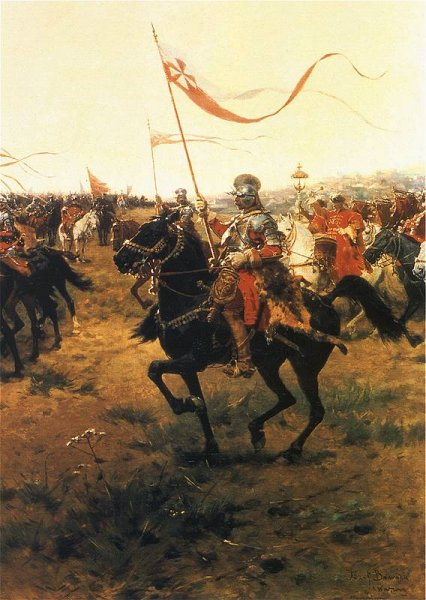
联邦的轻骑兵，约瑟夫·布兰德特绘

联邦军队由两位大指挥官和两位地方指挥官指挥。军队包括：
- 正规军（Wojsko kwarciane）：以税收得来的军晌来维持生计的正规军（这支军队后来与半正规军联合）
- 半正规军（Wojsko komputowe）：在战时征募的半正规军（在1652年这支军队与正规军联合为一支新的永久性军队）
- 贵族军队（Pospolite ruszenie）：贵族征募的军队
- 非正规军（Piechota łanowa和piechota wybraniecka）：基于征募的农民的军队
- 登记哥萨克：哥萨克构成的军队，主要是步兵，不常作为骑兵征募
- 禁军：主要目的是保卫君王和家人的小军队
- 雇佣兵：与大多数其他军队连用，作为正规军的补充，雇佣的主要有日耳曼人，苏格兰人，瓦拉几亚人，塞尔维亚人，匈牙利人，波西米亚人，摩拉维亚人和西里西亚人
- 私人军队：在和平年代通常是由权贵或城市支付军晌与装备的小军团（几百人）。但是在战争时，他们会扩充兵力（甚至达到几千人），并由国家支付军晌与装备[53]

联邦海军很小，而且在联邦历史中只起次要作用，但是在1627年赢得非常重要的海战奥利瓦之战的胜利，打破了瑞典的军事封锁。在黑海上，哥萨克驾着他们的小船（柴卡）掠夺了奥斯曼帝国和它的属国的资源。他们甚至烧毁了奥斯曼首都伊斯坦布尔的城郊的建筑。

## 经济

### 商业

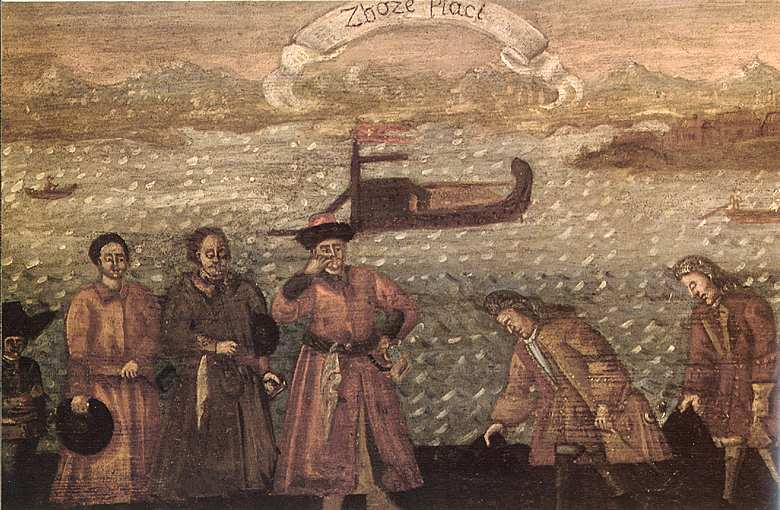
“谷物对我们有好处”……

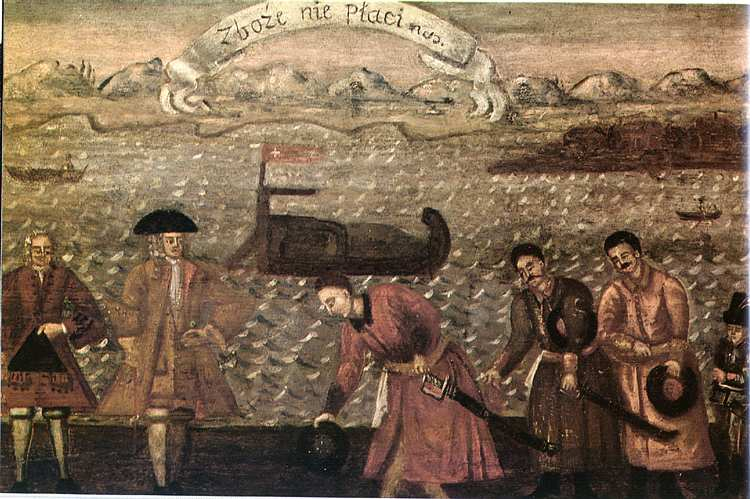
……“谷物对我们没好处”。这两幅画阐述了农业曾经对联邦的贵族而言非常有好处，但自17世纪后期起作用就大不如前。

波兰立陶宛扮演了为16世纪的西欧输送三种物资：谷物（黑麦），牲口（牛）和毛皮的重要角色。这三种物资的出口占联邦向西欧市场出口量的近九成。
联邦的经济受到基于利用农业劳动力的封建农业的控制。 自15世纪起，波兰禁止奴隶制；在1588年，立陶宛也禁止了奴隶制。他们被第二次奴役为农奴。特别的，贵族有一种通过农奴的劳作，产生多余的粮食来做国内或国际贸易的大农场。这种经济对于早期的联邦而言，是行之有效的。也因如此，联邦的早期是粮食贸易最繁荣的时代之一。但是从17世纪起，农村的局势开始恶化，在那时，拥有土地的贵族通过加大农民的劳动量来补偿粮价降低所带来的损失，这也导致了在当时东欧十分普遍的第二农奴制。
因为联邦着眼于农业，外加贵族对中产阶级的支配地位，导致联邦城市化和工业化的进展相对缓慢。在几次遍及全欧的阶级斗争后，没有哪里的贵族像联邦的贵族那样有支配力了。但是历史学家对究竟是什么让在战争期间和17世纪中期时，联邦的城市在面积和财产并不明显地落后于西欧的国家的问题中，争论不一。联邦有很多村镇和城市普遍以马格德堡法为基础。联邦的大商品交易会中的一些交易会在卢布林举办。参见地理章节，在下面有联邦主要城市的列表（主要是省首府）。 

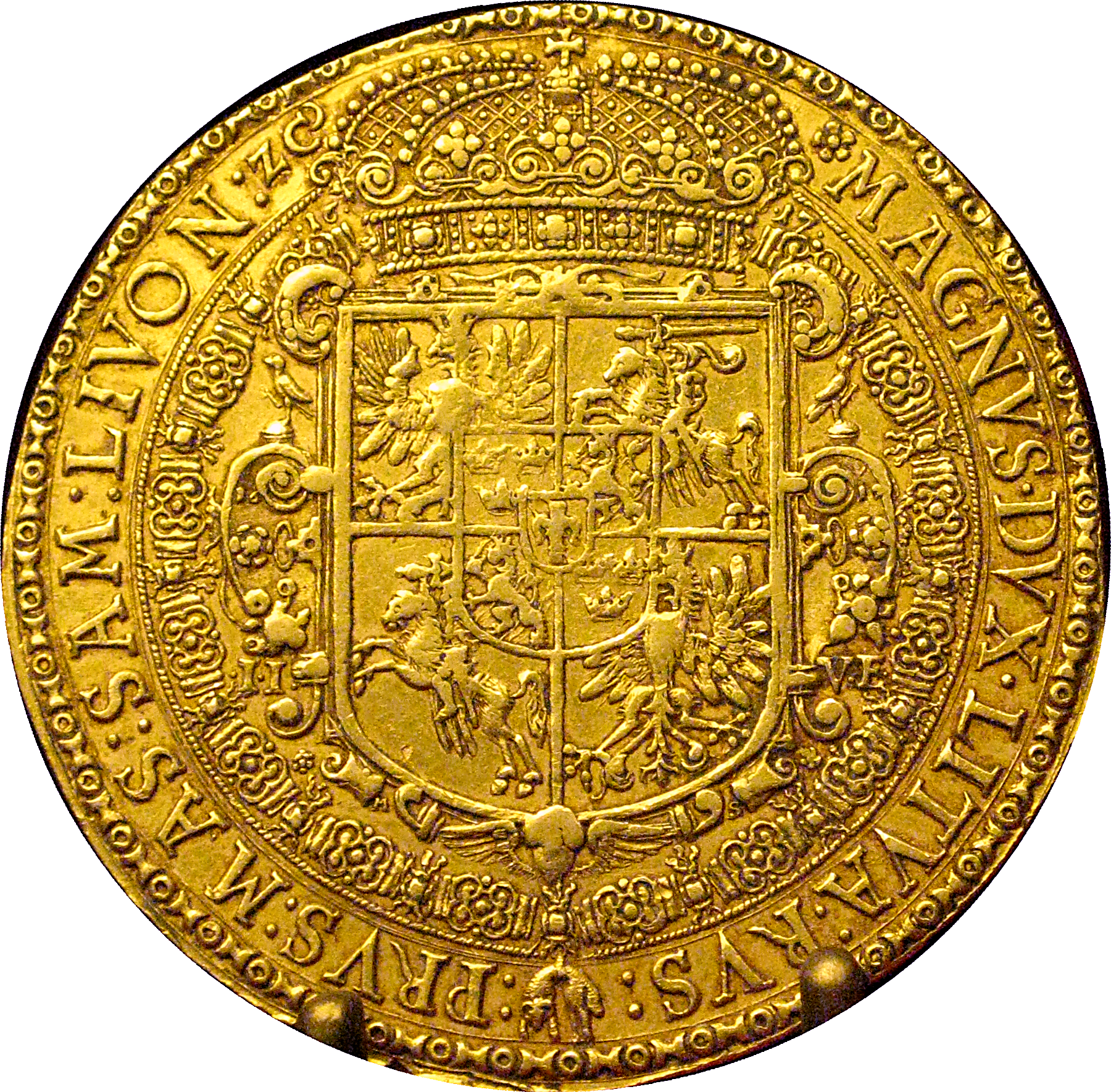
1617年西吉斯蒙德三世统治时期时在15达克特上的联邦国徽

虽然联邦是欧洲最大的谷物提供商，它的谷物中的大部分用于内销。在1560年至1570年时波兰王国王冠领地和普鲁士的谷物估耗量大约为113000吨小麦（或称为226000瓦史特）（瓦史特是计算大块物件质量的计量单位；就谷物而言，1瓦史特=0.5吨）。16世纪联邦谷物的年均生产量为120000吨，其中6%用于进口，19%被运进城市，而其余的则成为了乡下人的口粮。联邦的谷物在歉收年里，例如1590年代早期和1620年代显得更为重要，在那时几乎南欧的所有政府都会进口大量谷物，以补充在它们法律里所规定的谷物的差额。 
谷物仍然是联邦的最大的出口商品。用于出口的大农场的场主通常与但泽的商人签约，这些但泽的商人控制国内贸易的80%，并将谷物向北方输送至波罗的海沿岸。联邦的很多河流被用于水运：维斯瓦河，皮里查河，布克河，桑河，尼达河，维普鲁兹河，尼曼河。河流拥有已建设完的基本设施，例如内河港和粮仓。大部分航船往北走，向南的运输没有利润，而且驳船和木筏经常在但泽卖作木料。在1569年奥古斯图夫这个在后来成为了商人从大公国到王冠领地（或按相反路线）的检查点的地方设立海关后，赫罗德诺变为了特别的中枢。

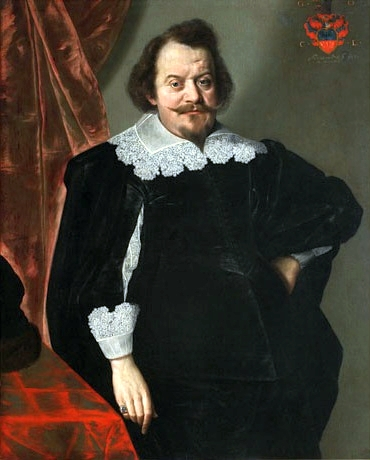
克拉科夫的富商与银行家的肖像，威廉·奥尔瑟梯，约1644年绘. 他的财富让他成为联邦的大债主。

来自但泽的货船大多数经过荷兰（是一个地区，而非国家）和佛兰德斯，将谷物运往安特卫普和阿姆斯特丹之类的大港。除了谷物之外，也出口其他海运物资，包括木材和木制品，例如焦油和木炭。
联邦在陆路上向神圣罗马帝国的日耳曼地区，例如莱比锡和纽伦堡出口皮革，毛皮，大麻，棉（大多数来自大波兰）和亚麻布。大牛群（约为50000头牛）穿过西里西亚运往南方。
联邦进口香料，奢侈品（例如挂毯），服饰，鱼，熊和工业品例如钢和工具。一些内航船将从但泽进口的物资，例如葡萄酒，水果，香料和鲱鱼运往南方。在16和17世纪的某时，联邦的贸易差额由正转为负。联邦的货币包括兹罗提和格罗希。但泽有自己铸币的特权。

### 手工业

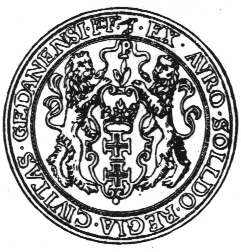
Regia Civitatis Gedanensis（王室之城格但斯克）的钱币，铸于西吉斯蒙德三世·瓦萨时代

波兰的银匠和金匠遵照西欧传统和样式的总趋势。大部分大师来自西欧的大城市，例如纽伦堡、奥格斯堡和阿姆斯特丹。他们带来了新的样式。但是，因为他们的作品受到了当地的环境，文化和传统的影响，所以这些大师的作品不同于他们西方兄弟的作品。
由波兰大师做的勺子在17世纪和18世纪曾风靡一时。勺子的手柄上经常刻着教育人的警句。在18世纪后期，华沙是生产银器的中心。除了昂贵的装饰品外，银匠也为更广泛的客户群生产实用品。这些实用品有大酒杯，盘子和刻着《圣经》故事的伏特加酒杯。带着镶嵌硬币和奖章的酒杯构成了一种特别的银器样式。在16世纪，卢布林成为了铜器生产的中心。与此同时，波兰开始大规模制造座钟。

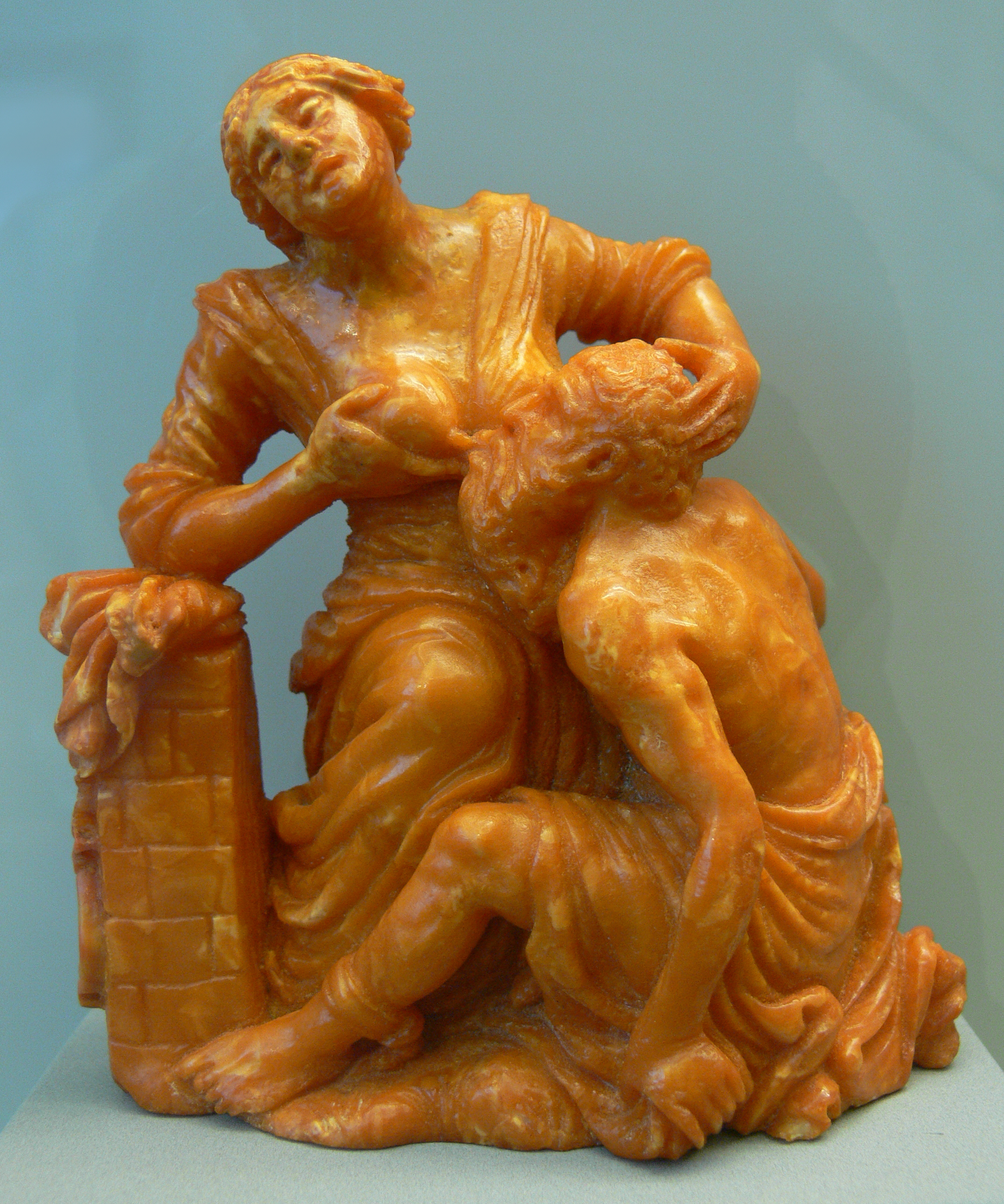
西蒙和佩罗，克里斯托夫·毛赫尔于1590年在格但斯克的琥珀雕刻

近17世纪末，克拉科夫地区的一个车间为联邦的队长供应大量轻骑盔甲，这件事情被推测为是很多典型轻骑盔甲的产生的原因，尤其是在这些盔甲中存在着喀尔巴阡山风格的花纹图案，例如心形图案，在今天仍然被看做是地方性金属制品。很多建筑装饰是用代布宁克的黑大理石打造的。它们不仅能在克拉科夫发现，也能在整个波兰与其他国家（维也纳，奥地利的格拉茨和萨尔茨堡与德国的法兰克福）找到。石灰岩的采石场废墟在克拉科夫和代布宁克的20公里开外发现。利沃夫的亚美尼亚人在武器，尤其是刀柄、剑柄的装饰上有专长。手工品主要用珐琅，特别是克拉科夫的珐琅装饰，在这个时候联邦也流行用珊瑚装饰的浮雕宝石来装饰手工品。
在17世纪中期附近，波兰的王公贵族光顾了格但斯克，格但斯克也成为了琥珀加工的第一中心。格但斯克的储物品手艺是一项新技术。这也是为什么大多数格但斯克琥珀艺人的漂亮工艺品大多是箱子，啤酒杯，水罐，盘子和杯子。奢侈的格但斯克家具用波罗的海橡树制造，并成为了贵族阶层的标志。
在17世纪，联邦盛行编织上面有乌沙克地毯风格的图案的地毯。18世纪波兰编织的地毯上面主要为花朵，或者是水果，鸟类和丰饶角为主的家常花纹，且色调统一。由羊毛制造的基里姆地毯的市场也很兴旺。柔软的宽腰带在当地生产，并由联邦的一些警察制造。第一批作坊在1740年代于权贵家族的土地上营业，并配备了甜菜，或是让带有金银丝的丝绸变得有光泽的滚印机。
随着大航海时代的到来，很多老商道，例如琥珀之路失去了以往的价值。虽然在那时开发了联邦和俄罗斯之间的本地商道，但波兰作为亚欧之间的中转站的价值依然缩小了。但即使航运技术改良了，联邦依然是西方与东方的重要一环，因为商品和文物在从一个地方到另一个地方时，依然要经由联邦。举例而言，从波斯进口到联邦，再运往其他地方的伊斯法罕地毯实际上在西方被称为“波兰地毯”（法語：Polonaise）。

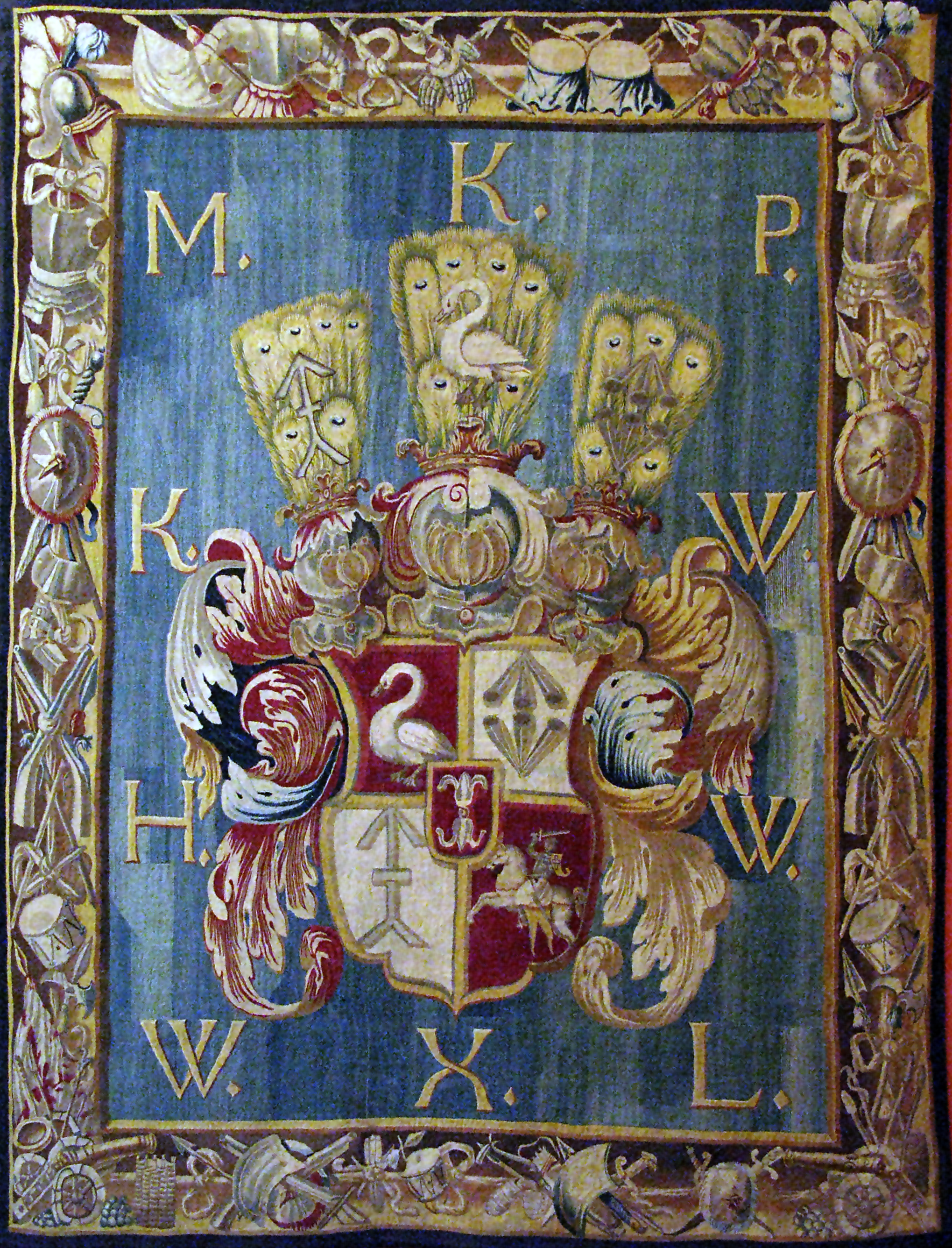
装饰有米哈乌·卡齐米日·帕克徽章的地毯，扬·雷尼尔斯，布鲁塞尔，1667年-1669年。
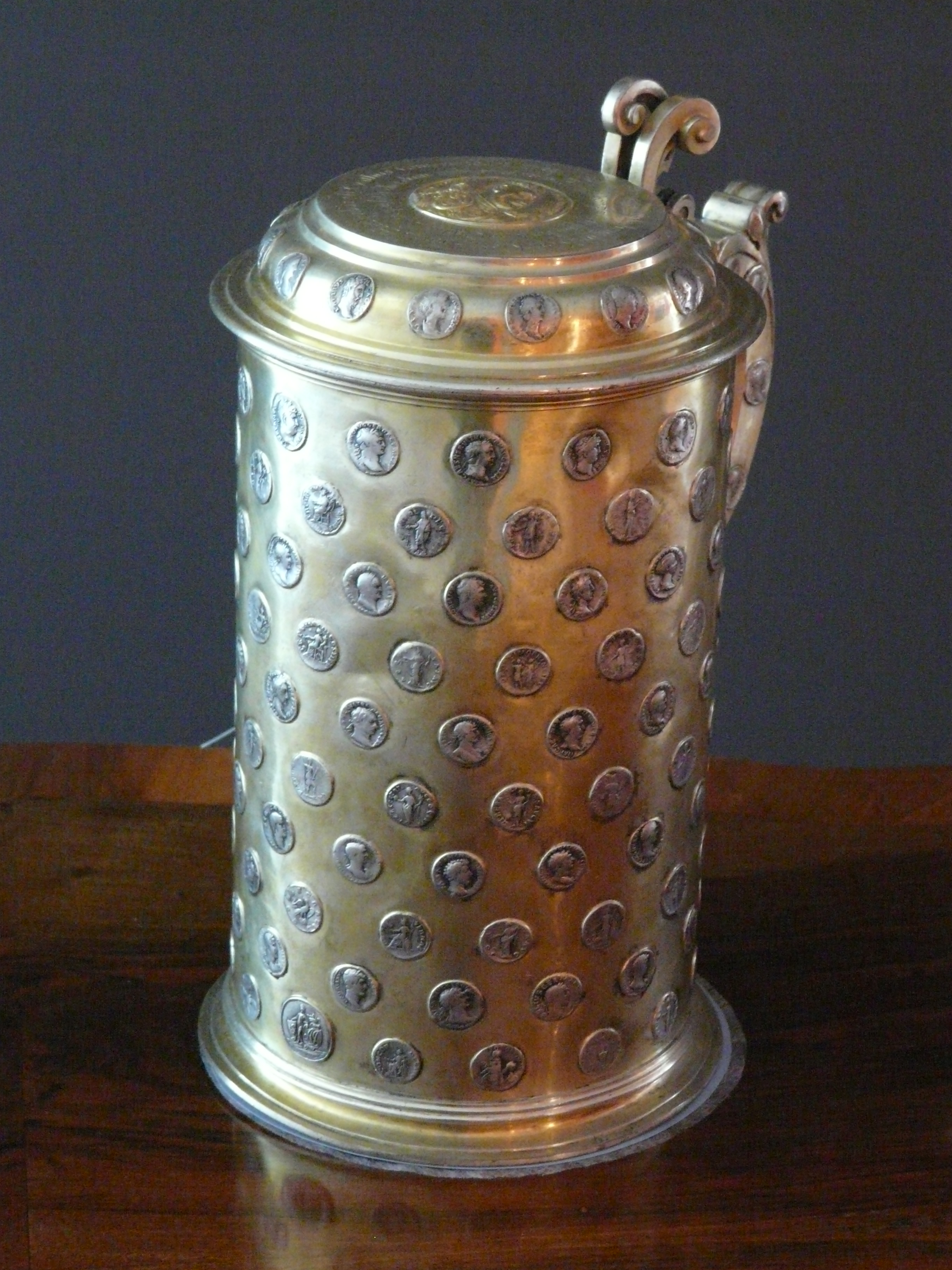
由约瑟夫·柴普雷尔制造的银质酒杯，克拉科夫，1739年-1745年。
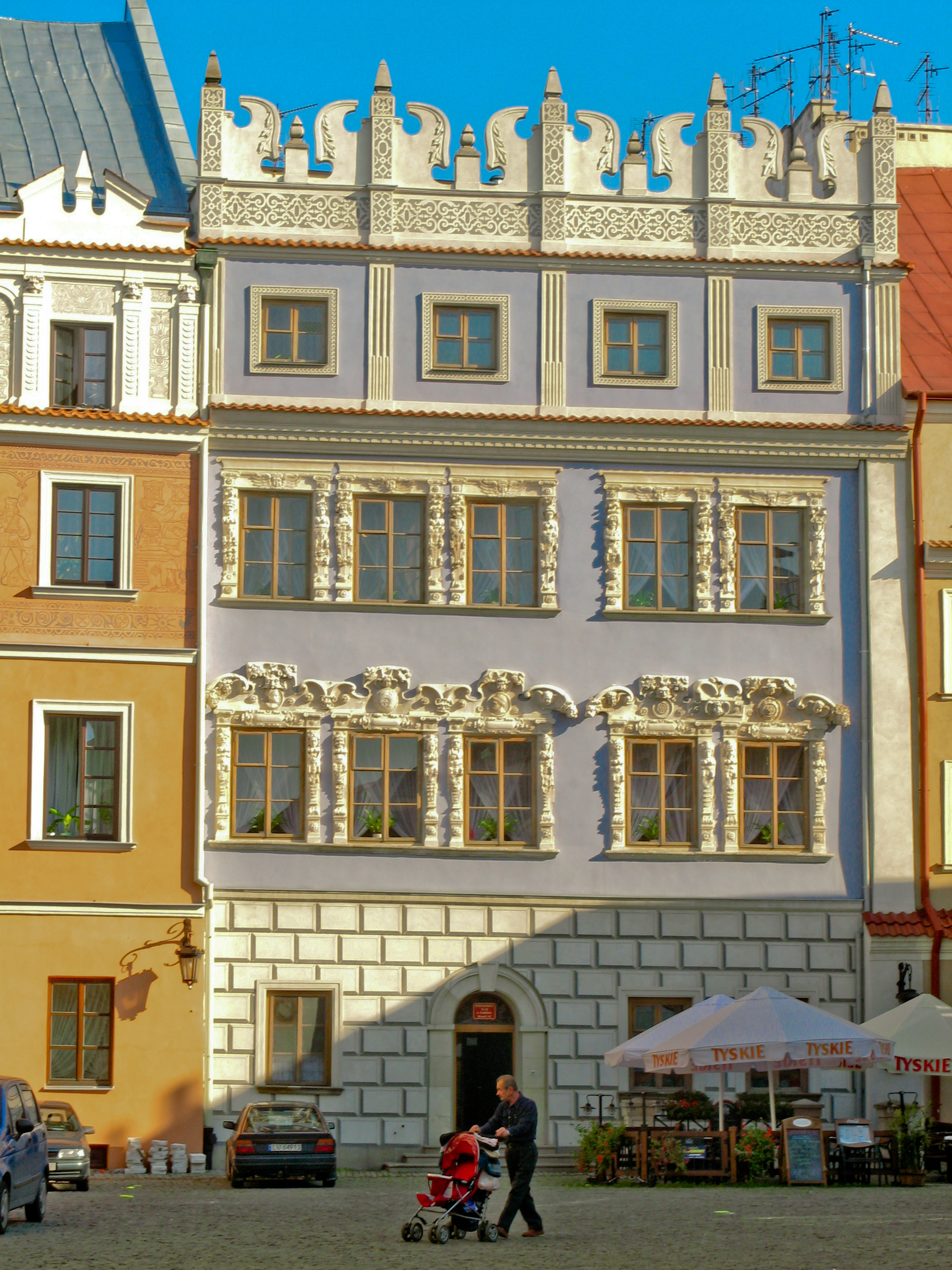
商人建筑的典范：位于卢布林的科诺普尼查的经济公寓，1575年。
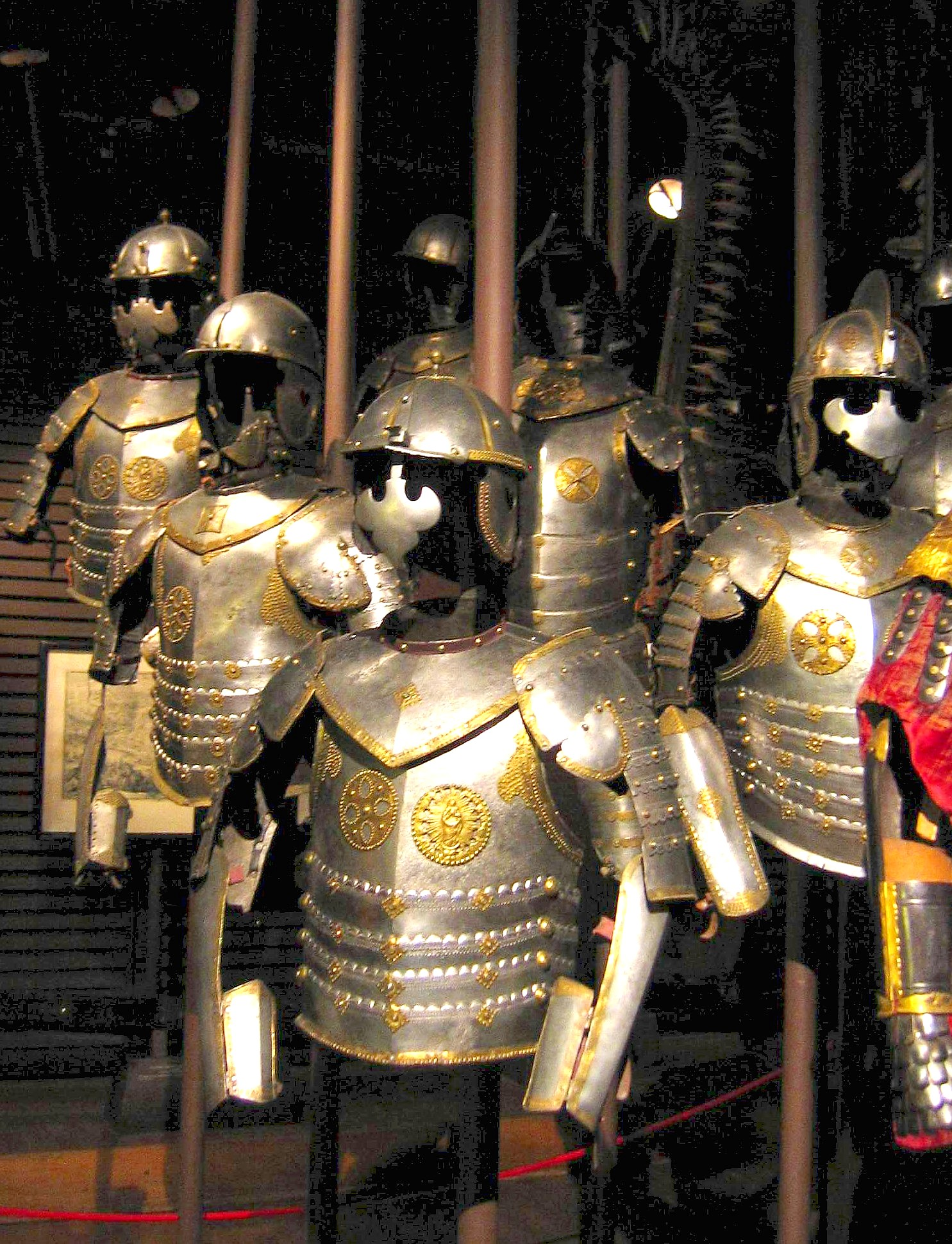
轻骑兵的盔甲，17世纪前期。

## 文化

### 科学和文学

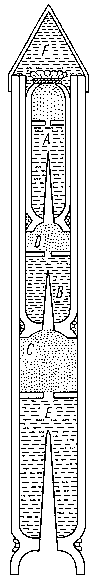
多级火箭，来自卡齐米日·谢米耶诺维奇的Artis Magnæ Artilleriæ pars prima

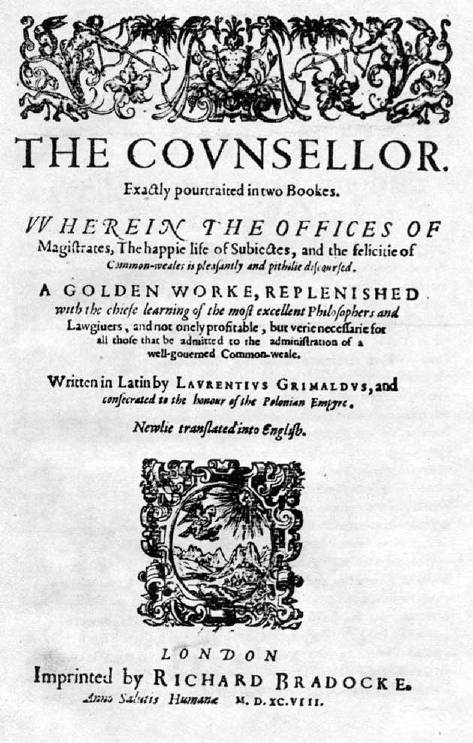
联邦称为“Polonian Empyre”的戈施里茨基的The Counsellor，出版于1598年的英格兰

联邦是研究现代社会与政治思想的，重要的欧洲中心。它以它罕见的准民主政治制度而出名，这种政治制度被伊拉斯谟等哲学家大加赞赏；而且在反宗教改革时期，因它独一无二的宗教自由而闻名，在那里天主教徒，犹太教徒，东正教徒和新教徒能够和平相处。联邦也创立了“波兰兄弟会”（也称为阿里乌斯派），該教派是英国和美国唯一神教派的先驱。
波兰阿里乌斯派紧跟西欧知识分子的潮流，并急切地使用一切时机与锐意进取的名人交往。这些与名人的联系促进了拉库夫学会和其他位于列施诺，托伦，格但斯克和埃尔布隆格持异见学会的发展，并无疑让它们能够与较大的大学向匹敌。拉库夫的阿里乌斯学会引起学生和教授，中间有一些来自著名西欧国家的独立知识分子的注意，例如在1612年参观的斯科特和托马斯·瑟格斯。
因为它的政治制度，联邦诞生了一些政治哲学家，例如安德热·弗雷奇·莫德热夫斯基（1503年-1572年），瓦夫雷涅茨·格雷马瓦·戈施里茨基（1530年-1607年）和皮奥特尔·斯卡加（1536年-1612年）。后来，斯坦尼斯瓦夫·斯塔西茨（1755年-1826年）和胡戈·科万塔伊（1750年-1812年）的努力为欧洲现代史上第一部国家宪法五三宪法铺平道路。
克拉科夫的雅盖隆大学是世界上最老的大学之一。维尔纽斯大学和雅盖隆大学是联邦的主要学术与科学中心。国家教育委员会（波蘭語：Komisja Edukacji Narodowej）成立于1773年，是世界上首个国家教育部。联邦的科学家包括：历史学家，制图师马丁·克罗莫（1512年-1589年）；炼金术师，化学家米哈乌·谢兹沃耶；数学家，医生和天文学家扬·布罗仁科（1585年-1652年）；工程师，人种学者，战时的荷兰西印度公司总海军将领与西班牙帝国位于巴西的殖民地的统治者克雷施托夫·阿尔切谢夫斯基（1592年-1656年）；军事工程师，炮兵专家和火箭学创始人卡齐米日·谢米耶诺维奇（1600年–1651年）；天文学家，月球地形学创始人约翰·赫维留斯（1611年-1687年）；东方学者，制图师，博物学家和南明政府外交官卜弥格（1612年-1659年）；数学家，工程师亚当·亚当曼迪·科昌斯基（1631年-1700年）；犹太教哈西德派创始人巴尔·谢姆·托夫（1698年-1760年）；马钦·奥德兰尼茨基·波仇布特（1728年-1810年）；博物学家，农学家，昆虫学家扬·克雷施托夫·克鲁克（1739年-1796年）。

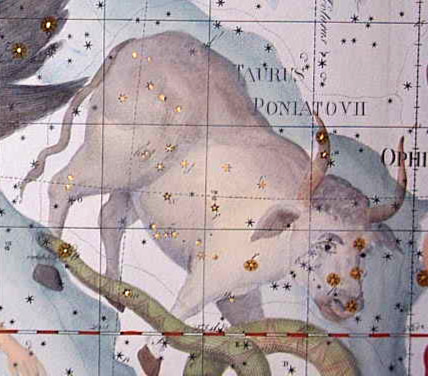
波尼亚托夫斯基的金牛座，马钦·波仇布特创作于1777年的星座画，以向国王斯坦尼斯瓦夫二世献出敬意

在1628年，著名的捷克教师，科学家，教育家和作家 约翰·阿摩司·夸美纽斯在联邦避难，那时新教徒在反宗教改革中遭到迫害。他在波兰兄弟会统一体的中心列施诺安定下来 ，在那里的1632年，他被祝圣为兄弟会的长老（主教）。在列施诺，夸美纽斯写了很多他教育上的理论，这些书籍让他在欧洲名声远扬。塔耶将他的理论实践于列施诺的学校中。
联邦传统意义上的著作家包括：作家，剧作家和诗人扬·科哈诺夫斯基（1530年-1584年）；作家，诗人瓦科瓦夫·波托茨基（1621年-1696年）；波兰重要的巴洛克主义诗人之一扬·安德热·莫尔施提恩（1621年-1693年）；信义宗牧师和诗人，立陶宛诗体创始人克里斯提约纳斯·多尼莱提斯（1714年-1780年）；作家，诗人，寓言家，第一部波兰小说的作者伊格纳奇·克拉斯茨基（1735年-1801年）；作家，剧作家和诗人尤里安·乌尔辛·涅姆切维奇（1758年-1841年）。
很多贵族写回忆录和日记。也许最著名的是由阿尔布雷希特·斯坦尼斯瓦夫·拉兹维夫（1595年-1656年）写的《波兰历史回忆录》和扬·赫里佐斯托姆·帕瑟克（约1636年-约1701年）写的“回忆录”。多产的日记作者是雅库布·索别斯基（1590年-1646年）（约翰三世·索别斯基）。在1621年的霍提恩远征时，他写了一篇名为Commentariorum chotinensis belli libri tres（《霍提恩战争记》）的日记，并于1646年在格但斯克出版。它被瓦科瓦夫·波托茨基用作他的史诗Transakcja wojny chocimskiej（《霍提恩战争的发展》）的素材。他也为他在克拉科夫（1640年）和法国（1645年）旅行期间的儿子写教育信，它包含了在当时最好的普通教育的原则。

### 艺术和音乐

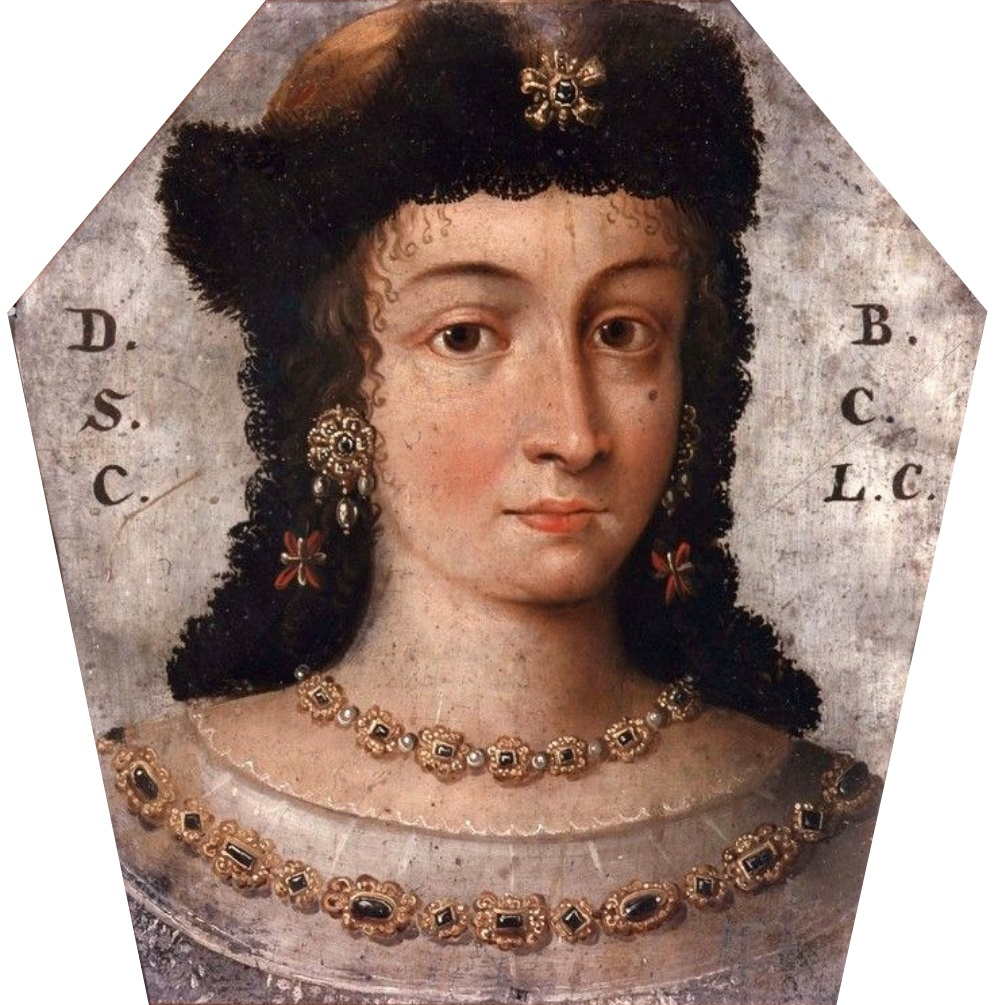
芭芭拉·多米切拉·鲁波里尔斯卡·妮·施查温斯卡的墓棺画，1676年。

代表性的画家：丹尼尔·舒尔茨，耶日·谢米基诺夫斯基，雷蒙·切仇维奇，弗朗奇谢克·斯姆格勒维奇，基恩-皮埃尔·诺布林·德·拉·果尔代尼，齐格蒙特·沃吉尔，建筑师：桑提·古奇，提尔曼·加美尔斯基，乔纳斯·克里斯图帕斯·格劳比察斯，多梅尼科·梅里尼，劳里纳斯·古切维求斯，雷蒙·博古米夫·祖格，联邦东南边界地区的艺术通常与东正教联系起来，和在联邦活跃的外国人：安德烈·施吕特，安德烈·勒·布伦，马尔切罗·巴恰勒里和贝尔纳多·贝洛托。
联邦的一项特别的艺术形式是墓棺画，这是与萨尔马提亚文化分不开的分支。它们被设计在葬礼，特别是在宏大的葬礼中使用。通常来说，这样的肖像画被钉在六，或八边形的金属片上，固定在放于又高又华丽的灵柩车的棺材的前方。
另一种特有的艺术形式是黑大理石的加工雕刻。圣餐桌，洗礼盘，门口，拉杆，柱子，纪念碑，墓碑，基石，甚至整个屋子（例如华沙皇家城堡的大理石屋，维尔纽斯主教座堂的圣卡齐米日小教堂和瓦维尔主教座堂的瓦萨小教堂）使用黑大理石装饰。
在瓦萨家族的统治时期，音乐生活十分繁盛。很多意大利作曲家只提及卢卡·马伦奇奥和安尼巴勒·斯塔比勒被带到国王齐格蒙特三世的宫廷去，以为由阿斯皮里利奥·巴切利和马可·斯卡奇，后来由巴尔托梅耶·培基尔和雅切克·洛雷茨基领导的宫廷管弦乐队谱曲。 国王瓦迪斯瓦夫的管弦乐队的成员马钦·米耶尔雷夫斯基谱写卡佐尼，组成教堂音乐会。住在克拉科夫的土生意大利人迪奥梅德斯·卡托自5岁起，就成为了西吉斯蒙德三世宫廷的最著名的鲁特琴乐手之一，而且并不只是从南欧进口一些音乐形式，他也融入了一些当地民乐。

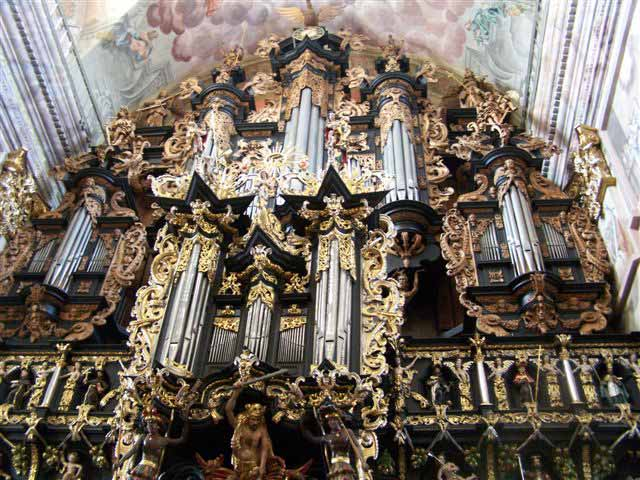
巴洛克风格的莱扎伊斯科风琴，由斯坦尼斯瓦夫·斯徒金斯基和扬·果文斯基，于1693年竣工，由机械控制（追踪系统），总共有75个音

教堂和学校成立唱诗班，在宗教和世俗仪式上演奏音乐。很多贵族赞助他们的音乐家朋友。斯坦尼斯瓦夫·鲁波米尔斯基在新维施尼迟有一座自己的歌剧院，克雷斯图帕斯·拉德维拉·乔纳西斯和雅奴什·斯库明·提施切维奇供养他们在维尔纽斯的合唱团，作为贵族对艺术感兴趣的独特体现。

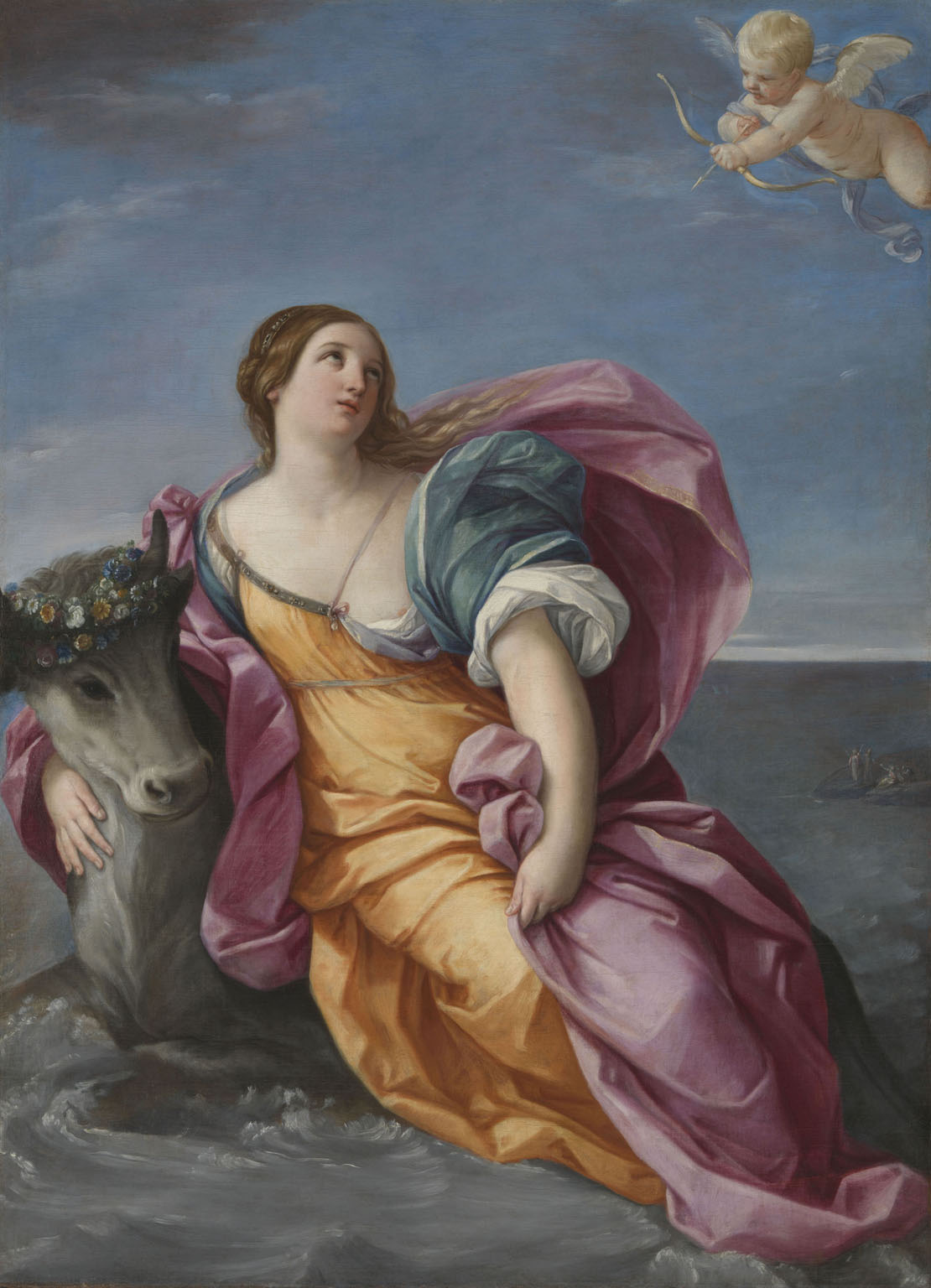
欧罗巴的奸情，归多·勒尼。这幅画在1640年前不久绘制，作画的主要目的是为了献给瓦迪斯瓦夫四世·瓦萨

权贵经常承担建筑工程来纪念自己：教堂，主教座堂和宫殿，例如现在的华沙总统宫和皮德希尔齐城堡就是由大指挥官斯坦尼斯瓦夫·科涅茨波尔斯基建造的。他也修建了布罗迪城堡（1630年-1635年）和柯达克要塞（1635年），这两个军事建筑都是由法国军事工程师纪尧姆·勒·瓦修尔·德·比优普兰。
权贵自始至终就在波兰的统治权问题上与国王抗争。纪念城堡克雷施托博尔城堡就是在1627年至1644年基于palazzo in fortezza风格建造的，拥有几个被大型星形防御工事包围的庭院。由于权倾朝野的拉兹维夫家族，位于今天白俄罗斯的聂斯维支镇在科学，艺术，手工业和建筑上有巨大的影响力。这个镇由城堡住宅和陵墓，圣体城堡与它们周围的布景构成。带着“中国”文化艺术元素的后巴洛克风格可以再马希谢卡女王的佐洛奇夫中国宫中体现出来。
最大的计划需要让所有城镇参与进来，但是在最后它们中的很多座城镇落入到情况不明的境地，或者说被完全废弃了。通常它们以赞助的权贵命名。其中最著名的是加莫施迟，由扬·加莫耶斯基于1580年建立，并由意大利建筑师贝尔纳多·莫兰多设计。
18世纪，权贵的宫殿体现出了巴洛克风格郊区住宅的典型风格entre cour et jardin（王宫和花园级别之间）。它的建筑风格——欧洲艺术与旧的联邦建筑传统的融合在比亚韦斯托克和华沙的布拉尼茨基宫，拉金-波德拉斯基的波托茨基宫，罗盖林的拉仁斯基宫和鲁扎尼的萨佩哈宫。
除了教堂和王宫之外，大权贵是艺术和手工艺的主要赞助者，在他们的城镇和乡村住处，通常有美丽的工艺品包围着它们。很多权贵是严谨的艺术收藏家。斯坦尼斯瓦夫·鲁波米尔斯基收藏工艺品，收藏品也包括拉斐尔，提香和丢勒的油画。从1614年至1621年，贵族皮奥特尔·施伦斯基是访问鲁本斯画室最多的波兰人。施伦斯基承担他的国王与画家的一些债务，同样身份的某些波兰贵族还有索夫切弗斯基和萨佩哈家族。在1621年，施伦斯基赞助了卡利什的圣尼古拉斯教堂一幅鲁本斯油画，描绘了把耶稣从十字架中放下的场景。

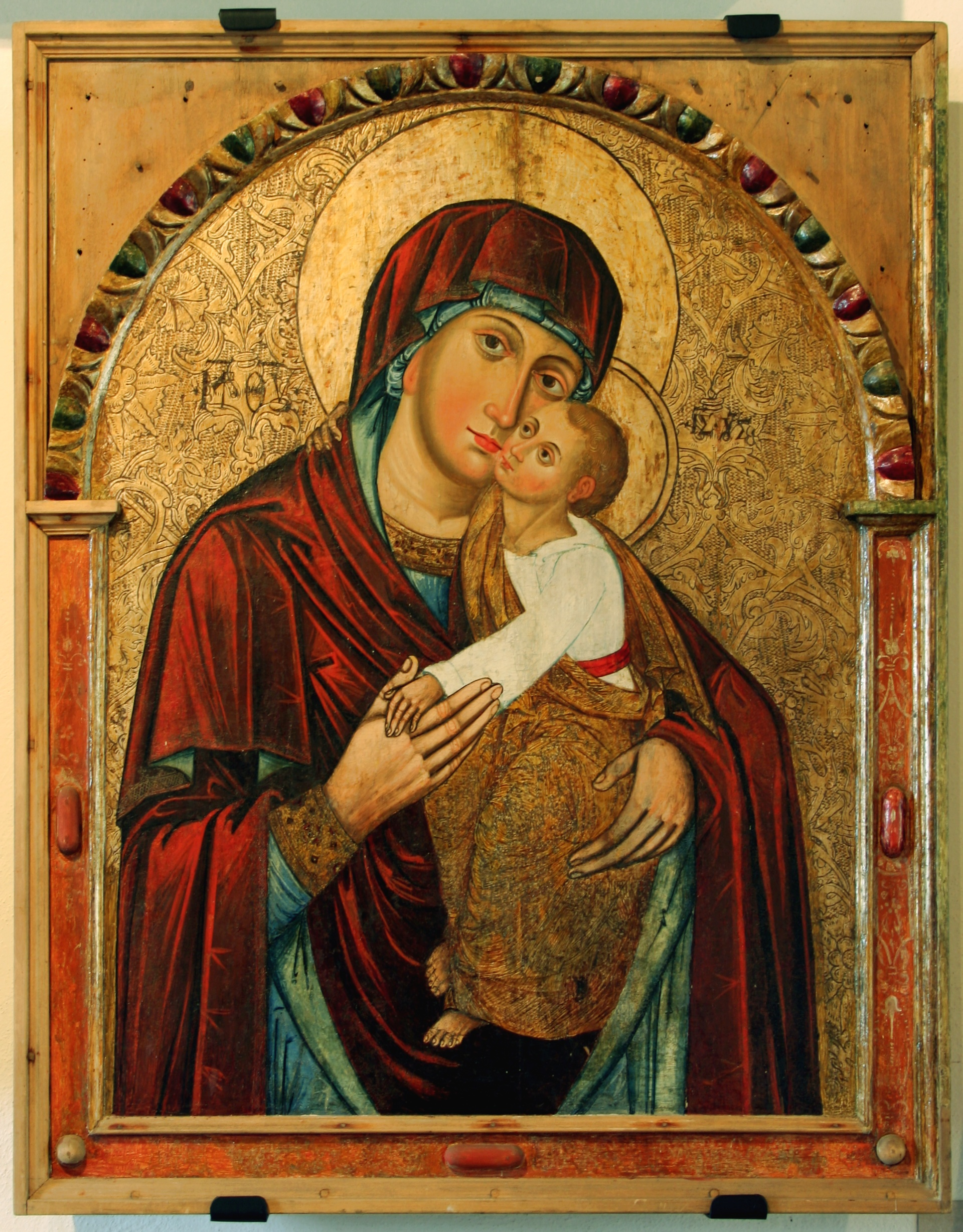
宽容天使，佚名鲁塞尼亚画家，17世纪于霍姆查绘制的肖像画。
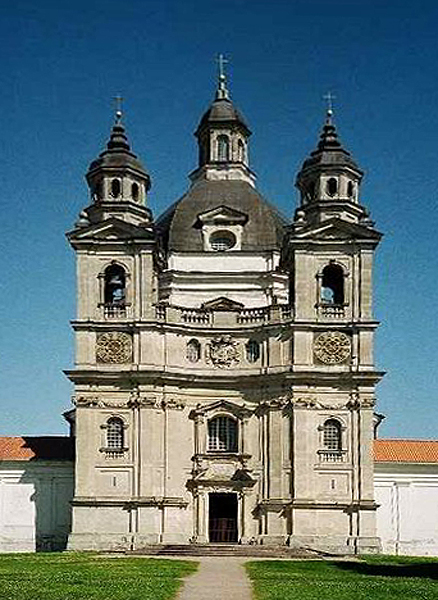
考纳斯的帕宰斯里斯修道院，皮耶特罗·普提尼，建于1674年-1712年
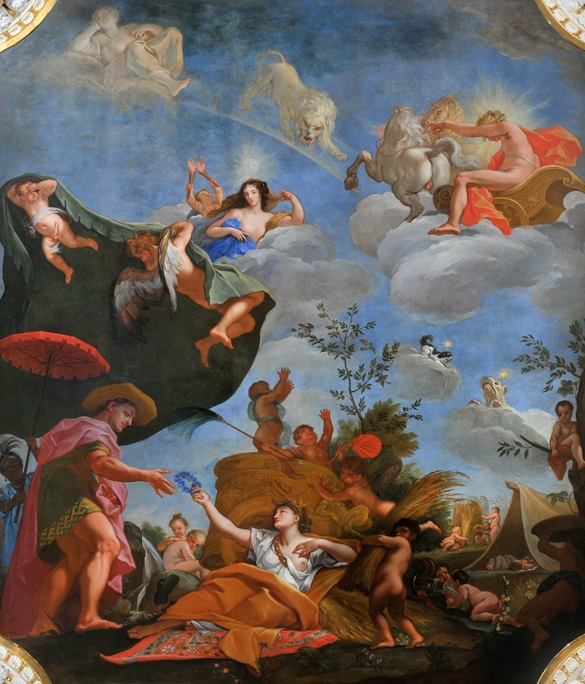
夏日寓言，耶日·谢米基诺夫斯基，1680年代，华沙维拉诺夫宫。
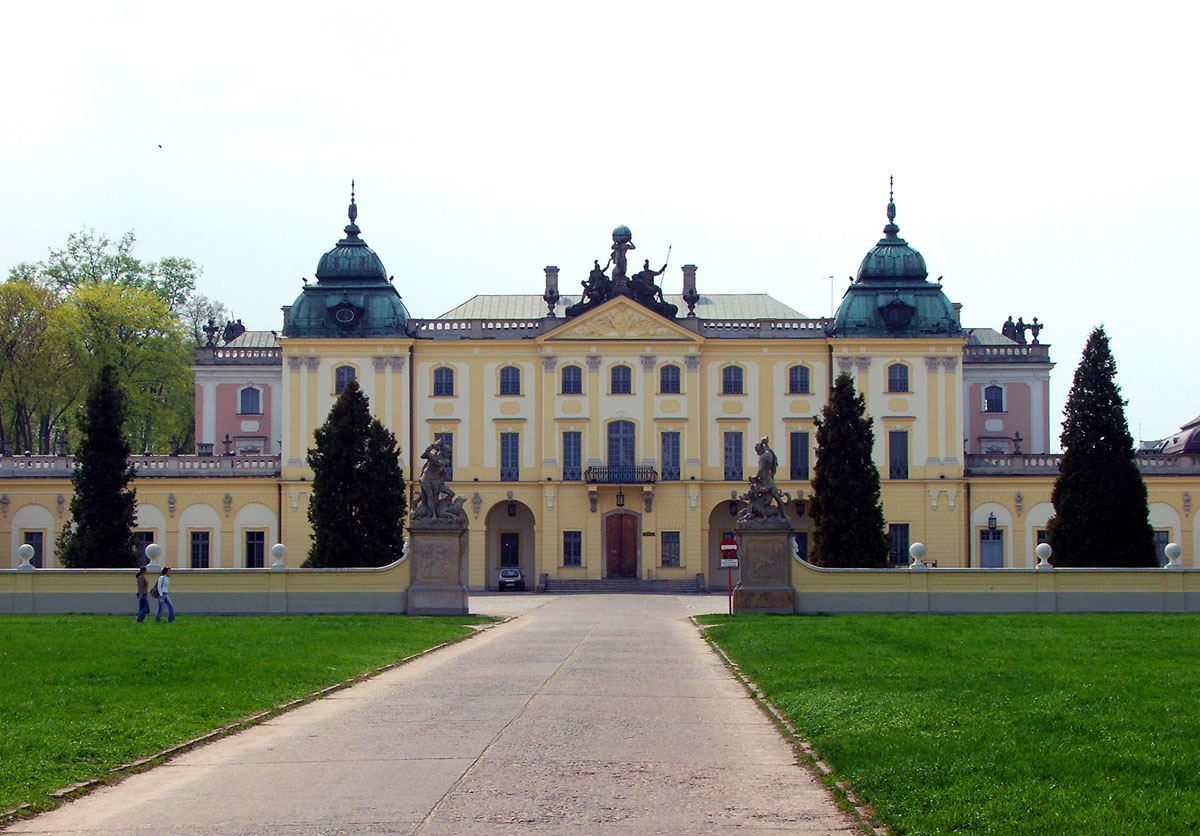
比亚韦斯托克的布拉尼茨基宫，提尔曼·加美尔斯基，建于1691年-1697年。

### 贵族和萨尔马提亚主义

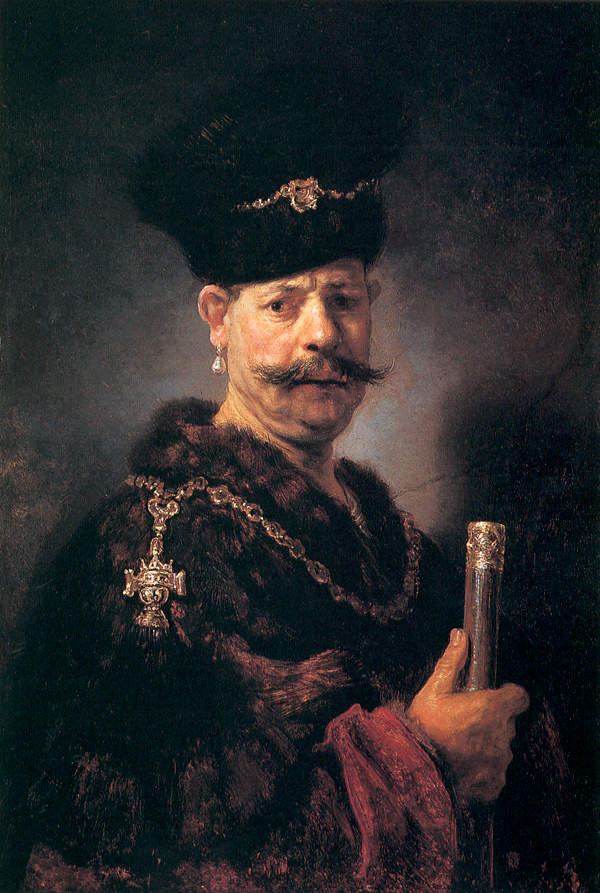
由拉姆布兰德特·凡·里耶恩与1637年绘的波兰贵族

贵族之间盛行的思想是“萨尔马提亚主义”，名字来源于萨尔马提亚人，代指波兰人的祖先。这种思想体系是贵族文化上的一个重要组成部分，存在于贵族生活的各个方面。萨尔马提亚主义要求贵族之间平等对待，骑马，传统，乡村生活与和平主义；穿着东方有创造力的盛装（舒潘，康图施，苏克马纳，帕斯康图索维，蒂里亚，沙比亚）；使各个民族的贵族融为一体，建立一個以贵族民主制为基本共識的共同體，可以被視為公民民族主義的先驅。
在它的早期，由理想主义构成的萨尔马提亚主义代表了正面意义的文化运动：它支持信仰，诚实，爱国主义，勇敢和自由。但在最后，它被保守反動的權貴給嚴重歪曲。后期极端的萨尔马提亚主义将信仰歪曲为了偏执，诚实歪曲为了天真，爱国歪曲为了自大，勇敢歪曲为了倔强，自由歪曲为了无政府主义。萨尔马提亚主义的缺陷要为后来18世纪末期波兰的灭亡负责。不過總體來說，對萨尔马提亚主义的批评大多是片面而夸大的，是由急切想要彻底改革的改革者提出的，帶有恨鐵不成鋼的意味。這些源於啟蒙運動和歐洲絕對主義狂潮的批评，受到普鲁士，俄罗斯和奥地利三個瓜分波蘭的專制君主國的御用历史学者的支持，他們試圖证明波兰的灭亡是因为本身的堕落，而非強國們以鄰為壑的貪欲。

### 族羣及信仰狀況

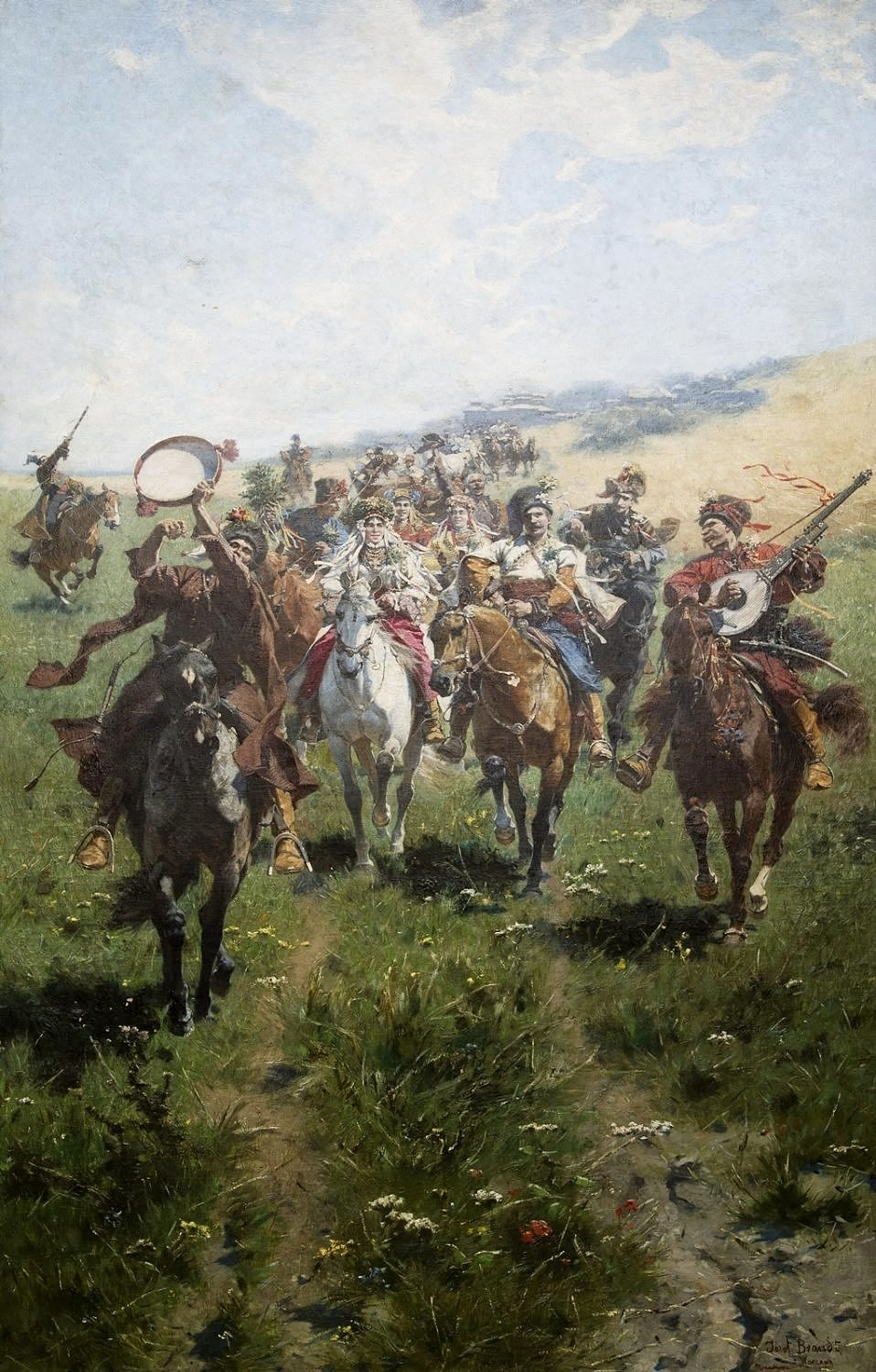
哥萨克人的婚礼。由约瑟夫·布兰德特绘。

在波兰立陶宛联邦的人口中，天主教徒或波兰人并不占压倒性优势。这种情况是因为波兰和与立陶宛的王朝联合，在这两个国家，波兰人是一个数量不多的民族。联邦主要包括四个民族：立陶宛人，波兰人，白俄罗斯人和乌克兰人；后两个种族通常并称为鲁塞尼亚人。立陶宛大公国的一些居民被称为立特温人（Litvin），这是立陶宛人的斯拉夫语用词，并不以种族的不同作区别。在卢布林联合后的不久，联邦的人口大约为650万人，其中粗略统计有300万波兰人，75万立陶宛人，70万犹太人和200万鲁塞尼亚人。在1618年杜里诺休战后，人口由400万波兰人，300万乌克兰人，150万白俄罗斯人，75万立陶宛人，75万普鲁士人，50万犹太人和50万利沃尼亚人构成。在那时贵族阶级占总人口的10%，而农民阶级占15%。从1648年至1657年，人口因战争、饥荒和领土丧失而减少了至少400万。外加进一步的人口减少和领土丧失，在1717年联邦人口缩小为900万，大约有450万波兰人，150万乌克兰人，120万白俄罗斯人，80万立陶宛人，50万犹太人和50万其他民族的居民。
要成為波蘭人，在聯邦遙遠而多族裔的地區裡說，是基於信仰和等級方面系統化評定而不是基於种族；這套體系是一個對留駐的貴族階層（什拉赫塔）的委任制度，這些人包括了純粹的波蘭人，同時還有許多非波蘭出身、跨世代持續改宗天主教的成員，且當時數量在不斷增長。對非波蘭贵族而言，如此改宗是意味著接受波蘭的語言和文化，即波兰化的最後一步。波蘭作為聯邦文化上的主導部分， 加上它擁有的皇家，首都，最大的城市，當時中歐第二古老的大學（僅次於布拉格）以及更自由和民主的社会制度，都展現出對於聯邦的非波蘭貴族來說，這個波蘭是一個極為誘人的磁石。由16世紀開始後的時期裡，許多（接受這種吸引的貴族）就自稱為「血統為魯塞尼亞人，國族為波蘭人」gente Ruthenus, natione Polonus。 

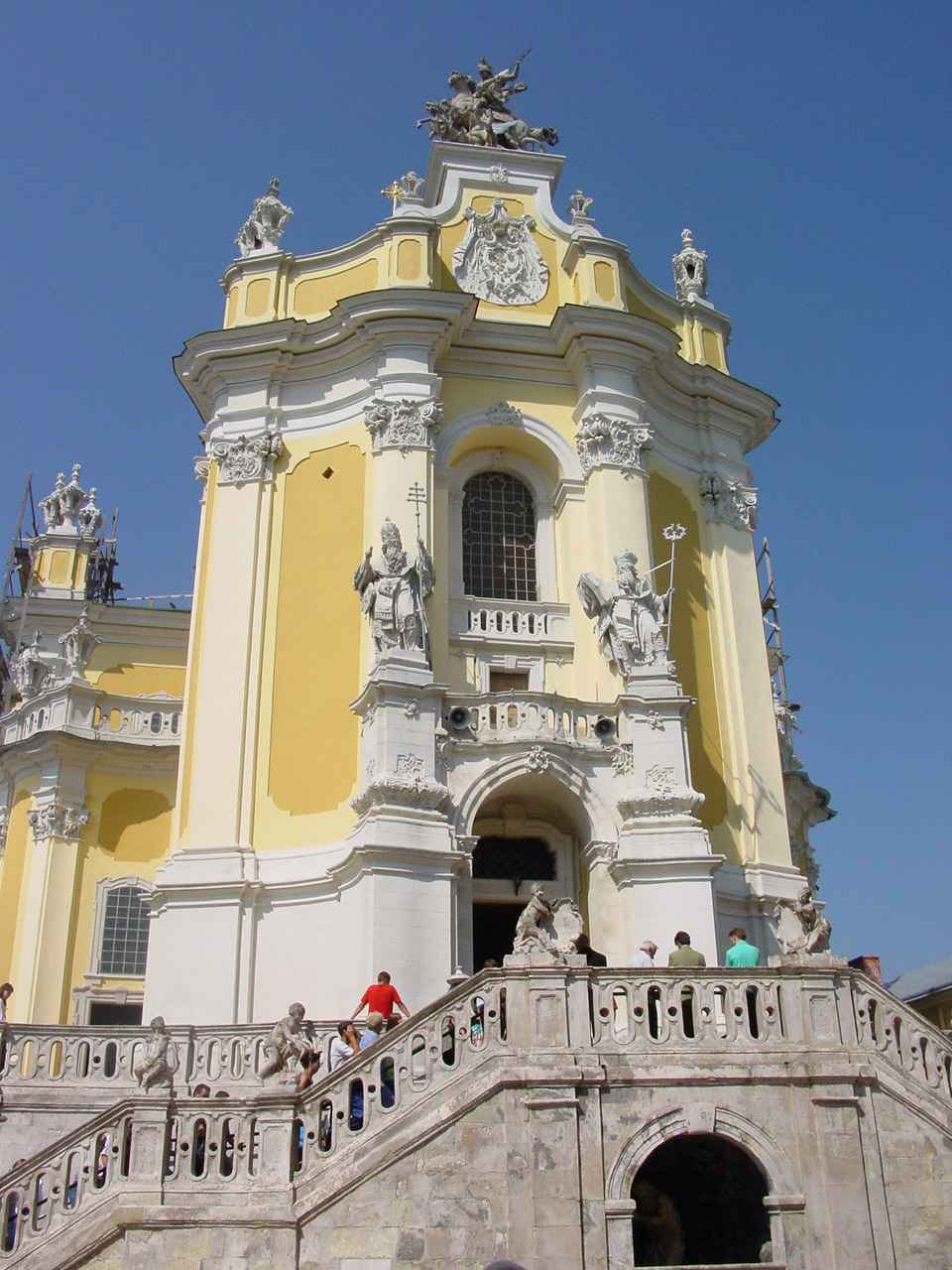
位于利沃夫的乌克兰希腊天主教教会的圣乔治教堂，1746年-1762年

這樣一來在東部土地上，所造成的結果是由一個波蘭人（或波蘭化）貴族階層，在管治著絕大多既非波蘭人也非天主教徒的農民階層。而且，十年和平時期卻是給東部領土（現代西部和中部烏克蘭）带来相當殖民化的影響，令到當地贵族、犹太人、哥萨克人（傳統意義的東正教徒）、波蘭人和魯塞尼亞農民間關係更為緊張。在晚些時候，這種變化迫使當地階層與魯塞尼亞貴族層的本土庇護者間斷絕了聯繫，受影響的人進而轉向尋求較激進的哥萨克給予庇護，這樣的情勢隨後是衝擊了聯邦。在1596年布列斯特聯合後东正教和東儀天主教信徒間發生衝突，地位上升的天主教徒也過度不公地對待東正教信仰，還有多次的哥萨克起义，都加深了這樣的緊張氛圍。而在西部和北部很多城市，就有著相當數量的德裔少數族羣，大多是信仰信義宗或加爾文主義。聯邦之內當時還有在世界上最大規模的犹太移民羣之一——16世纪時世界近八成的猶太人就住在波兰。
王冠领地的人口是立陶宛公國的两倍，而收入更是后者国库的5倍。联邦的边界、面积和人口因为时代的不同而變動。在雅姆·加波尔斯基休战（1582年）后，联邦面积大约为81.5万平方千米，人口数为650万。在杜里诺休战（1619年）后，联邦的领土面积为99万平方千米，人口有1000至1100万（包括大约400万的波兰人）。有一部分人口是韃靼人,是脫脫迷失逃亡立陶宛時帶來的士兵後人。

### 联邦的语言

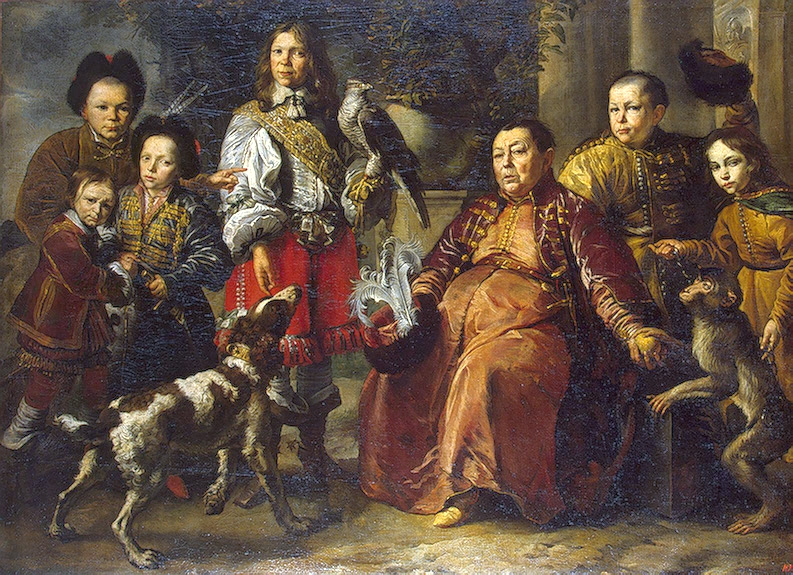
约翰二世·卡齐米日的克里米亚养鹰者与其家人，丹尼尔·舒尔茨，1664年。

- 波兰语（官方认可；[97]优势语言，联邦的大多数贵族[97][98][99][100]和王冠领地的农民使用；[101]王冠领地政府的官方语言，自1697年起，成为大公国政府的官方语言）[102]城镇里的优势语言。[101]
- 立陶宛语（官方认可，[97][103]但用于大公国的一些公文中，[104][105][106]而且通常作为口语流行於大公国西北部（正统立陶宛）和王室普鲁士北部（参见普鲁士立陶宛）。[107]
- 鲁塞尼亚语（也被称为档案馆斯拉夫语；[102]官方认可；[97]到1697年以前，是大公国征政府的官方语言（被波兰语代替）；被用于一些外交事务中[102][108][109]它的方言作为口语被广泛用于大公国和王冠领地东部）
- 拉丁文（官方认可；[97][108]通常用于外交事务中，[102]也是贵族流行的第二语言[110]）
- 德语（非官方；[97]被用于一些外交事务中，[102]和被王室普鲁士和城市里的日耳曼人使用[101][111]）
- 希伯来语（官方认可；[97]被犹太人使用；意第绪语也是犹太人使用的语言，[101]但并不认可为官方语言[112][113]）
- 亚美尼亚语（官方认可；[97]被亚美尼亚人使用[113][114]）

## 继承者
华沙公国于1807年建国，追溯其起源为联邦。其他复兴运动出现于十一月起义（1830年-1831年），一月起义（1863年-1864年）和在1920年代约瑟夫·毕苏斯基未能建立的，由波兰领导的「米耶茲莫雷」（Międzymorze，意為「海間聯邦」），包括立陶宛和乌克兰。今天的波兰共和国认为自己是联邦的继承人，但是立陶宛共和国在一战末期重建时，看见了旧联邦的其他部分对赢得独立的早期的立陶宛大多持消极态度，但是这种看法近来被改变。

## 进阶阅读
- Bardach, Juliusz; Lesnodorski, Boguslaw; Pietrzak, Michal (1987). Historia panstwa i prawa polskiego. Warsaw: Paristwowe Wydawnictwo Naukowe.
- Norman Davies, God's Playground, ISBN 978-0-231-05353-2 and ISBN 978-0-231-05351-8 (two volumes).
- Jan Chryzostom Pasek, Memoirs of the Polish Baroque: The Writings of Jan Chryzostom Pasek, a Squire of the Commonwealth of Poland and Lithuania, ISBN 978-0-520-02752-7.
- Adam Zamoyski, The Polish Way: a Thousand-Year History of the Poles and Their Culture, ISBN 978-0-7818-0200-0.
- Pawel Jasienica, Rzeczpospolita Obojga Narodów (Commonwealth of the Two Nations), ISBN 978-83-06-01093-0.
- Zdzisław Kowalewski, Rzeczpospolita nie doceniona: Kultura naukowa i polityczna Polski przedrozbiorowej (Commonwealth not valued: Science and political culture of the pre-partition Poland), ISBN 978-83-211-0312-9.
- Teresa Chynczewska-Hennel, Rzeczpospolita XVII wieku w oczach cudzoziemców (Commonwealth of the 17th century in the eyes of the foreigners), ISBN 978-83-04-04107-3.
- Albrycht Stanisław Radziwiłł, Pamiętnik o dziejach w Polsce (Memoires on the Polish history). ISBN 978-83-06-00092-4
- Jerzy Tadeusz Lukowski, Liberty's Folly: The Polish-Lithuanian Commonwealth in the Eighteenth Century, 1697–1795. Routledge, 1991 (ISBN 978-0-415-03228-5).Google Print
- Timothy Snyder. "The Reconstruction of Nations: Poland, Ukraine, Lithuania, Belarus, 1569–1999", New Haven; London: Yale University Press, 2003 (ISBN 978-0-300-10586-5).
- Stone, Daniel Z. The Polish-Lithuanian State, 1386–1795 (A History of East Central Europe; 4). Seattle, WA: University of Washington Press, 2001 (hardcover, ISBN 978-0-295-98093-5).